# Karl May’s Gesammelte Werke

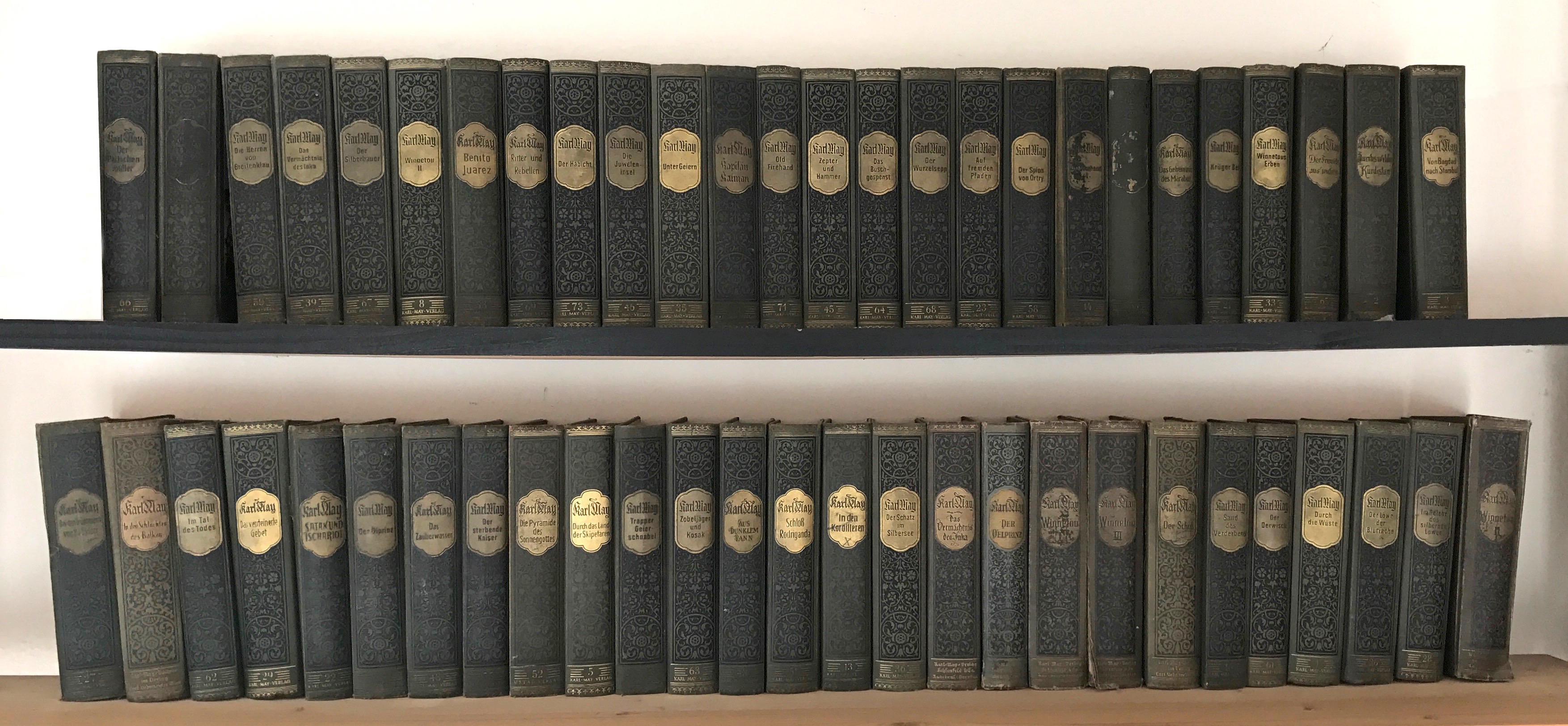
Karl May’s Gesammelte Werke, Auswahl älterer Ausgaben

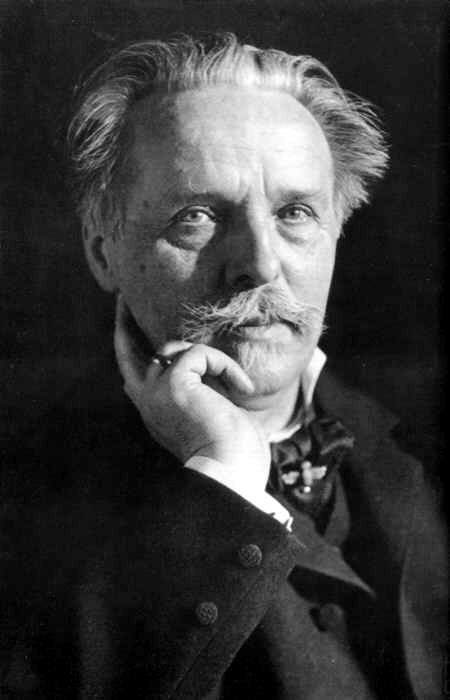
Karl May

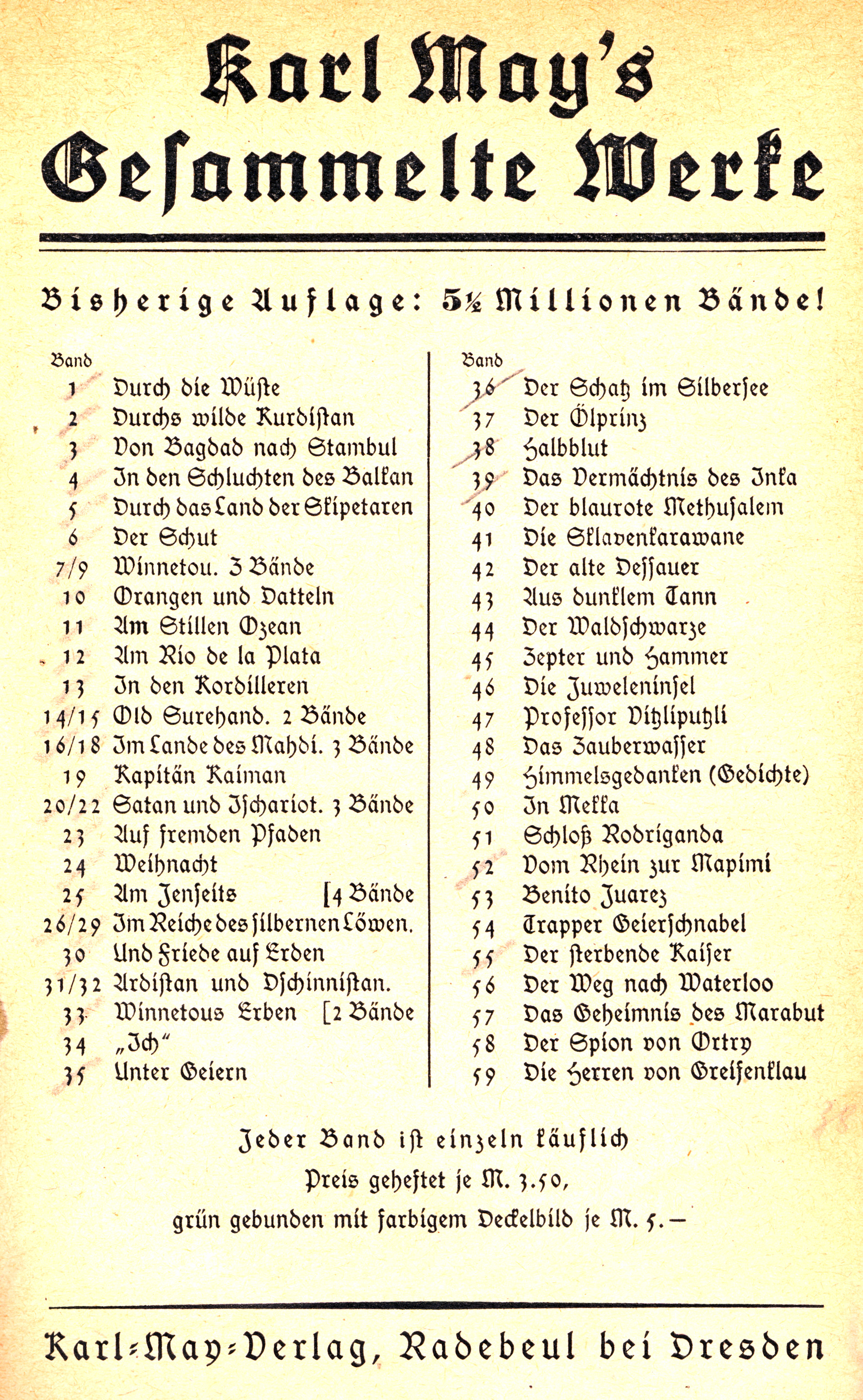
Karl May’s Gesammelte Werke, Auflistung von 1930

Diese Liste führt die Werke Karl Mays auf, wie sie vom Karl-May-Verlag seit 1913 in der Reihe Karl May’s Gesammelte Werke (ab Band 91 auch Karl May’s Gesammelte Werke und Briefe) herausgegeben wurden.
Viele dieser Bände wurden erst lange nach seinem Tod kompiliert. Ein Teil der Texte stammt nicht einmal von Karl May selbst, oder sie wurden aus verstreuten Fragmenten neu zusammengesetzt. Bei den Sammelbänden wurden bei Neuauflagen gelegentlich vom Verlag die Inhalte geändert (dort enthaltene Geschichten und Aufsätze wurden ausgetauscht). Auch die weitgehend unverändert nachgedruckten Reiseerzählungen wurden überarbeitet. Der altertümliche Schreibstil Karl Mays wurde modernisiert, lange Beschreibungen von Landschaften o. Ä. gekürzt, manche Gewaltszenen weggelassen oder überarbeitet, und die Kapiteleinteilung wurde den heutigen Lesegewohnheiten angepasst (statt der von May vorgegebenen meist vier oder fünf nun mehr als zehn Kapitel).

## Durch die Wüste
| Bd. 1 | 1913 | Orientzyklus | Originaltitel: Durch Wüste und Harem |

- Verfilmung: Durch die Wüste (1936). Kara Ben Nemsi Effendi (1973)

Kara Ben Nemsi und sein arabischer Diener und Freund Hadschi Halef Omar entdecken in der Wüste Tunesiens am Schott Dscherid einen Toten.
Dieser Fund wird zum Ausgangspunkt eines langen Abenteuers. Bei der Verfolgung der Mörder wird ihr Begleiter Sadek erschossen, und die Verbrecher entkommen. In Ägypten befreit Kara ben Nemsi die entführte Montenegrinerin Senitza aus einem Harem. Dann werden die zwei Gefährten am Roten Meer von Piraten überfallen und besuchen die heilige Stadt Mekka. Halef lernt die reizende Hanneh kennen und heiratet sie. In der Hafenstadt Maskat begegnet Kara Ben Nemsi Sir David Lindsay, mit dem er den Tigris aufwärts fährt. Bei den Haddedihn erhält er als Dank für einen sehr erfolgreichen Kundschaftsritt den edlen Araberhengst Rih geschenkt und trifft Halef wieder. Zur Befreiung des gefangenen Sohns von Scheich Mohammed Emin begleiten sie diesen in die kurdischen Berge. Dort kommen sie in das Gebiet der Teufelsanbeter (Jesiden), von denen sie eingeladen werden, an deren großen religiösen Fest teilzunehmen.
In diesem Band wird zum ersten Mal der Name Kara Ben Nemsi genannt (was May als „Karl, Sohn der Deutschen“ übersetzt.).
1. Ein Todesritt
2. Vor Gericht
3. Im Harem
4. Eine Entführung
5. Abu-Seïf
6. Wieder frei
7. In Mekka
8. Am Tigris
9. Auf Kundschaft
10. Der Sieg
11. Bei den Teufelsanbetern
12. Das große Fest

## Durchs wilde Kurdistan
| Bd. 2 | 1913 | Orientzyklus | Untertitel: Reiseerzählung von Karl May |

- Verfilmung: Durchs wilde Kurdistan (1965), Regie: Franz Josef Gottlieb. Kara Ben Nemsi Effendi (1973)

Kara ben Nemsi unterstützt die Jesiden in ihrem Kampf gegen die Armee des Gouverneurs von Mossul, die sie während des Festes überfallen will. Von einem Kurden erhält er den treuen Windhund Dojan geschenkt. Dann gelingt auch die Befreiung des Sohnes von Scheich Mohammed Emin. Die Gefährten können nun aber nicht mehr auf dem direkten Weg zurückkehren und geraten mitten in die Auseinandersetzungen feindlicher Kurdenstämme. Erst nachdem Frieden geschlossen wurde, kann die Heimreise fortgesetzt werden.
1. Der Opfertod des Heiligen
2. Dojan
3. In der Festung
4. Aus der Festung
5. Unter Bluträchern
6. Bären- und Menschenjagd
7. Der Geist der Höhle

## Von Bagdad nach Stambul
| Bd. 3 | 1913 | Orientzyklus | Untertitel: Reiseerzählung von Karl May |

Die Gefährten stehen einem persischen Adligen bei einem Überfall feindlicher Kurden bei. Dabei wird aber Scheich Mohammed Emin getötet und dessen Sohn trennt sich von der Gruppe, um sich an den Mördern zu rächen. Sie begleiten die persische Gruppe nach Bagdad, wo Kara ben Nemsi und Halef von einer schweren Krankheit befallen werden. Nach ihrer Genesung reisen sie nach Damaskus und begegnen dem ihnen von Ägypten her bekannten Verbrecher Abrahim Mamur, können aber nicht verhindern, dass er ihren Gastgeber beraubt. Sie verfolgen den Verbrecher. Nachdem er ihnen bei den Ruinen von Baalbek entkommen ist, folgen sie ihm nach Istanbul, wo er von ihrem tunesischen Bekannten Omar ben Sadek getötet wird. Sie erfahren, dass der Bruder des Mannes, der Omars Vater getötet hat, in Edirne ein Verbrechen plant. Dies können sie zwar verhindern, aber der Verbrecher entkommt.
1. Unter Dieben
2. Ein Ueberfall
3. Im Kampfe gefallen
4. In Bagdad
5. Die Todeskarawane
6. In Damaskus
7. In Stambul
8. In Edreneh

## In den Schluchten des Balkan
| Bd. 4 | 1913 | Orientzyklus | Untertitel: Reiseerzählung von Karl May |

- Verfilmung: Mübarek-Episode in Der Schut (1964). Kara Ben Nemsi Effendi (1973)

Von Edirne aus folgt Kara Ben Nemsi mit Halef, dem Montenegriner Osko und Omar Ben Sadek dem Verbrecher in die Schluchten des Balkan. Immer wieder haben sie Auseinandersetzungen mit der weitverzweigten Bande des Verbrechers. Abenteuer mit Schmugglern und Halefs groteskes Erlebnis in einem Taubenschlag stehen im Mittelpunkt des Geschehens. In Ostromdscha treffen sie auf den heiligen Mübarek.
1. Schimin der Schmied
2. Unter Paschern
3. In Gefahr
4. Alte Bekanntschaft
5. Im Taubenschlag
6. Ein Vampyr
7. Im Konak von Dabila
8. Ein Heiliger

## Durch das Land der Skipetaren
| Bd. 5 | 1913 | Orientzyklus | Untertitel: Reiseerzählung von Karl May |

- Verfilmung: Teilweise in Der Schut (1964). Kara Ben Nemsi Effendi (2. Staffel, 1975)

Nachdem der heilige Mübarek als Mitglied der Verbrecherbande entlarvt worden ist, verfolgen Kara Ben Nemsi und seine Gefährten die Verbrecher dann auch durch Albanien (= Land der Skipetaren). Dabei begegnen sie unversehens den beiden gefürchteten Aladschy, geraten in der Schluchthütte in eine Falle und erleben eine dramatische und lustige Episode im Turm der alten Mutter.
1. Entlarvt
2. Die beiden Aladschy
3. Ein Hekim
4. In der Schluchthütte
5. Der Miridit
6. Im Turme der alten Mutter
7. In Wassersnot

## Der Schut
| Bd. 6 | 1913 | Orientzyklus | Untertitel: Reiseerzählung von Karl May |

- Verfilmung: Der Schut (1964), Regie: Robert Siodmak. Kara Ben Nemsi Effendi (2. Staffel, 1975)

Nach Abenteuern in der Teufelsschlucht und bei der Juwelenhöhle treffen Kara Ben Nemsi und seine Begleiter auf den gefürchteten Schut, das Oberhaupt der weitverzweigten Verbrecherbande. Bei einer wilden Verfolgungsjagd kommt dieser ums Leben. Auch die anderen Verbrecher können unschädlich gemacht werden.
1. Halef in Gefahr
2. Eine Bärenjagd
3. In der Teufelsschlucht
4. In der Juwelenhöhle
5. Ein Überfall
6. Unter der Erde
7. An der Verräter-Spalte

Anhang: Mein Rih (Erzählung von 1892)
Mehrere Jahre später besuchen Kara ben Nemsi und Sir David Lindsay ihren Freund Halef bei den Haddedihn. Dabei suchen sie auch das Grab des getöteten Scheichs Mohammed Emin in Kurdistan auf. Dort begegnen sie ihren damaligen Feinden. Bei einem blutigen Gefecht wird Kara ben Nemsis Pferd Rih getötet.

## Winnetou I
| Bd. 7 | 1913 | Winnetou-Trilogie | Untertitel: Reiseerzählung von Karl May |

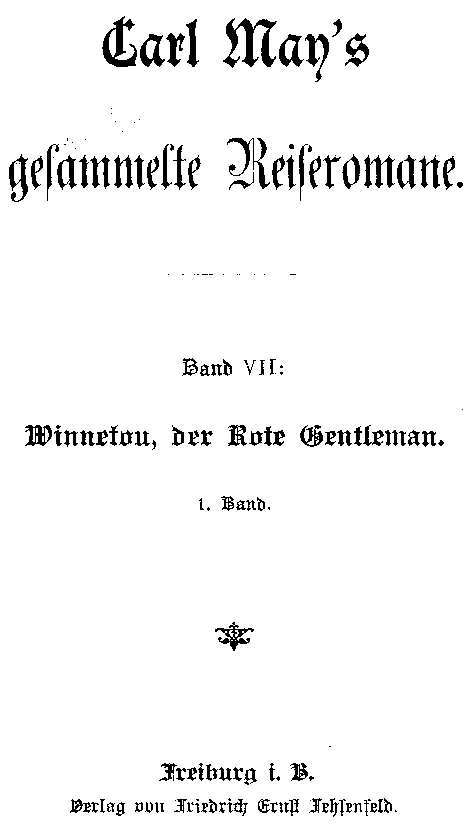
Winnetou I, Titelbild

- Verfilmung: Winnetou 1. Teil (1963), Regie: Harald Reinl. Winnetou – Der Mythos lebt (2016)

Der junge Ich-Erzähler kommt als Landvermesser erstmals in den Wilden Westen und erhält wegen seines Fausthiebes den Kriegsnamen Old Shatterhand vom Westmann Sam Hawkens. Als einer aus der Schutztruppe der Landvermesser Klekih-petra, den weißen Lehrmeister der Apachen, erschießt, kommt es zu Auseinandersetzungen zwischen diesen und den Weißen, die sich mit den Kiowas verbünden.
Old Shatterhand gewinnt den jungen Häuptlingssohn Winnetou zum Blutsbruder. Dessen Schwester Nscho-tschi verliebt sich in Old Shatterhand und will in St. Louis eine Schule der Weißen besuchen. Als man Gold für die Reise holen will, werden sie und ihr Vater Intschu-tschuna vom Verbrecher Santer erschossen. Old Shatterhand und Winnetou, der neue Häuptling der Apachen, verfolgen Santer, der sich zu den Kiowas flüchtet.
1. Einleitung
2. Ein Greenhorn
3. Klekih-petra
4. Winnetou in Fesseln
5. Zweimal um das Leben gekämpft
6. „Schöner Tag“
7. Sams Befreiung

Winnetou, der in den ersten von Karl May geschriebenen Erzählungen noch ein älterer Wilder war, der seine Feinde skalpierte, wurde immer mehr idealisiert, bis er schließlich zur Symbolfigur des „edlen Wilden“ wurde.

## Winnetou II
| Bd. 8 | 1913 | Winnetou-Trilogie | Untertitel: Reiseerzählung von Karl May |

- Verfilmung: Winnetou 2. Teil (1964), Regie: Harald Reinl

Nach der Trennung von Winnetou, der weiter den Mörder Santer verfolgt, ist Old Shatterhand zunächst als Privatdetektiv tätig und ihm gelingt es dabei, mit Hilfe des erfahrenen Westmanns Old Death (Der Scout) einen entführten Bankierssohn zu retten. Später lernt er dann den berühmten Westmann Old Firehand kennen, zu dessen Gunsten Winnetou einst auf seine große Liebe Ribanna verzichtete. Winnetou, Shatterhand, Firehand und Sam Hawkens bringen den weißen Häuptling Parranoh zur Strecke, auch ein ehemaliger Verehrer Ribannas, der die Angebetete später ermordete. Als Winnetou und Shatterhand Santers Spur wiederfinden, werden sie von ihm überwältigt und gefangen genommen. Durch eine List bringen sie Santer jedoch dazu, sie nochmals freizulassen. Aber dieser entwischt ihnen abermals.
1. Als Detektive
2. Die Kukluxer
3. Über die Grenze
4. Durch die Mapimi
5. Old Firehand
6. In der „Festung“
7. Der Pedlar

## Winnetou III
| Bd. 9 | 1913 | Winnetou-Trilogie | Untertitel: Reiseerzählung von Karl May |

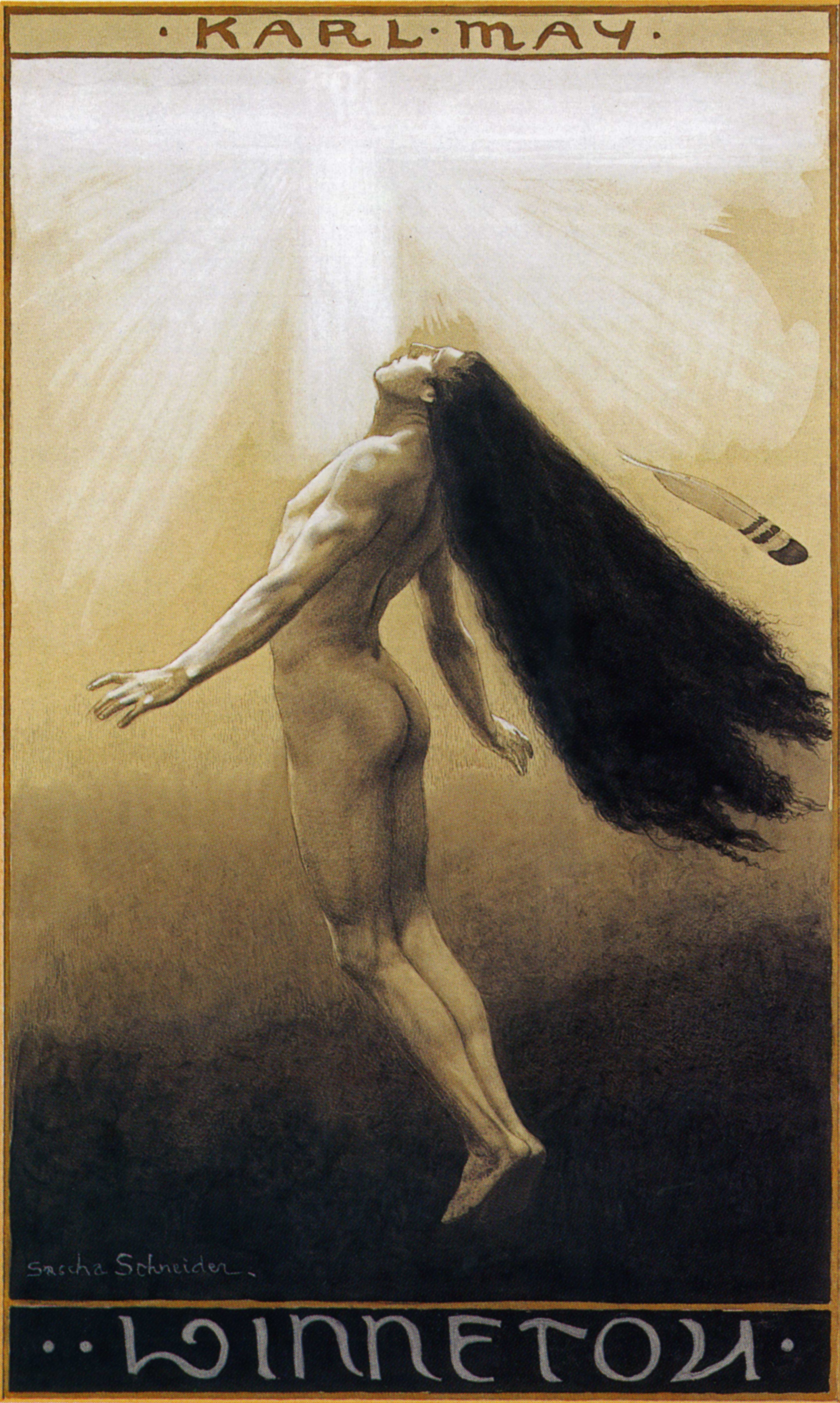
Titelbild von Sascha Schneider für Winnetou III, 1904

- Verfilmung: Winnetou 3. Teil (1965), Regie: Harald Reinl

In Winnetou III hat Old Shatterhand diverse Auseinandersetzungen mit Banditen und Indianern. Dabei fällt Winnetou zusammen mit einigen Gefährten den Comanchen in die Hände. Old Shatterhand kann sie jedoch befreien. Dann verfolgt er mit Winnetou eine Gruppe von Weißen und Ogallalah-Indianern, die die deutschen Siedler von Helldorf-Settlement verschleppt haben. Bei der Befreiungsaktion wird Winnetou erschossen. Shatterhand reitet zum Grab Inschu-tschunas, um Winnetous Testament zu lesen. Santer nimmt es ihm ab, um endlich das Gold der Apachen zu finden, stirbt aber durch eine Explosion – eine von Winnetou eingebaute Sicherung, die nur Old Shatterhand hätte bemerken können.
1. An der großen Westbahn
2. Die Stakemen
3. Unter den Comanchen
4. In Californien
5. Die Railtroublers
6. Helldorf-Settlement
7. Am Hancockberg
8. Das Testament des Apachen
9. Nachwort

## Sand des Verderbens
| Bd. 10 | 1913 | Sammelband | Originaltitel: Orangen und Datteln |

Dieses Buch enthält kleinere Abenteuer des Ich-Erzählers Kara Ben Nemsi in Nordafrika mit wechselnden Begleitern. Er kämpft mit Mitgliedern einer Raubkarawane, die die Sahara unsicher machen. Seine ärgsten Widersacher sind Sklavenhändler und räuberische Wüstenstämme.
1. Die Gum
2. Christus oder Muhammed
3. Der Krumir
4. Eine Ghasuah
5. Nûr es Semâ – Himmelslicht
6. Christi Blut und Gerechtigkeit
7. Mater dolorosa
8. Der Verfluchte

Die aktuelle Auflage enthält folgende Erzählungen:
1. Die Gum
2. Christus oder Mohammed
3. Der Krumir
4. Der „Sand des Verderbens“ (Er Raml el Helahk, ursprl. in 23 „Auf fremden Pfaden“)
5. Der Raubzug der Baggara (Eine Ghasuah)

Die fortgefallenen Erzählungen finden sich mittlerweile in Band 48 „Das Zauberwasser“.

## Am Stillen Ozean
| Bd. 11 | 1913 | Sammelband |  |

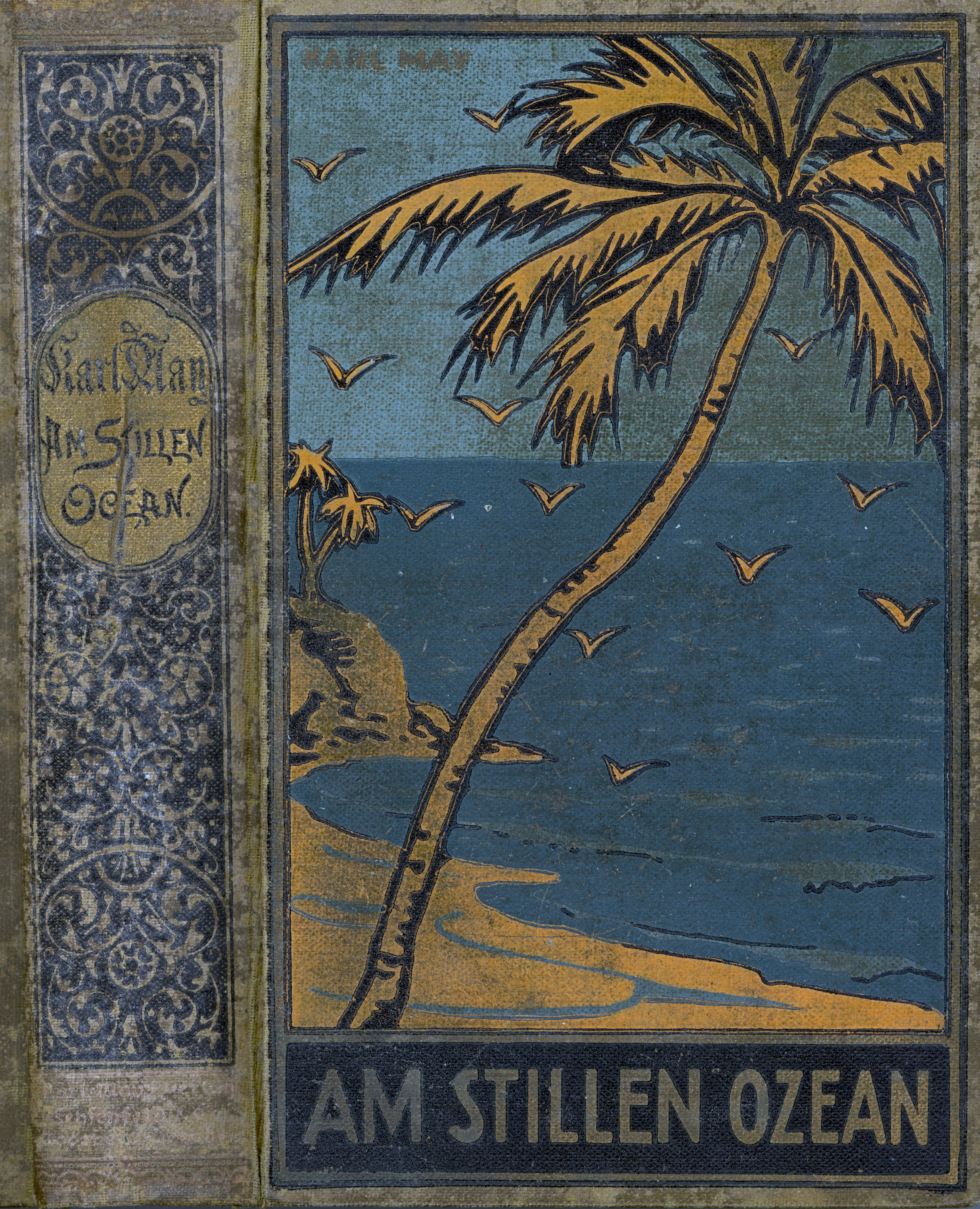
Buchdeckel, ca. 1914

In den fünf Reiseerzählungen erlebt der Ich-Erzähler Charley zahlreiche Abenteuer an exotischen Schauplätzen. Zu seinen Begleitern gehören der Kapitän Frick Turnerstick und der spleenige Engländer Sir John Raffley.
Die ersten drei spielen in der Südsee, in China und in Sibirien. Danach führt der Reiseweg nach Ceylon und in den Indischen Ozean.
1. Der Ehri
2. Der Kiang-lu
3. Der Brodnik (1880)
4. Der Girl-Robber
5. An der Tigerbrücke

In der aktuellen Ausgabe des KM-Verlages (Textfassung von 1954) wurden die drei Erzählungen „Der Ehri“, „Der Kiang-lu“ und „Der Brodnik“ unter dem Titel Im Zeichen des Drachen zu einer zusammengefasst, die Erzählungen „Der Girl-Robber“ und „An der Tigerbrücke“ unter Die Piraten des indischen Meeres.

## Am Rio de la Plata
| Bd. 12 | 1913 | Südamerika-Dilogie |  |

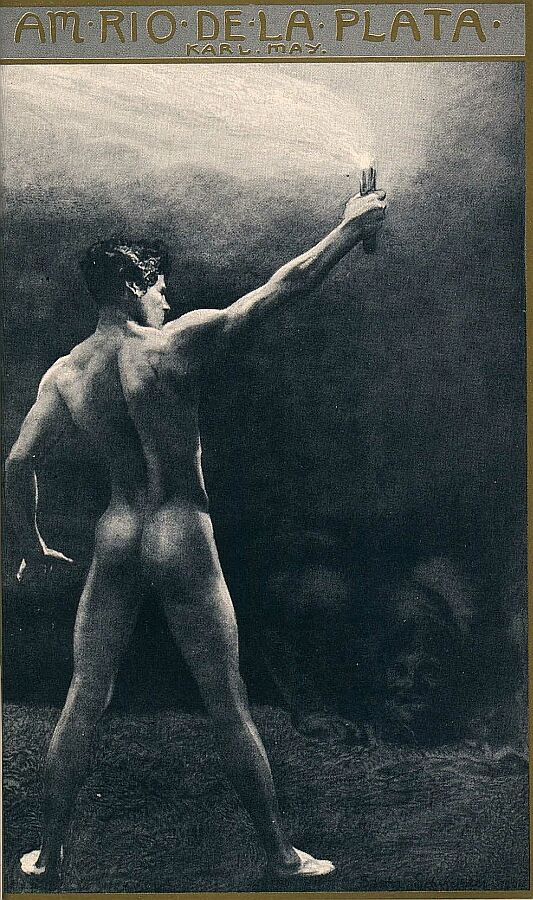
Titelbild von Sascha Schneider

Das Südamerika-Abenteuer beginnt für den Erzähler in Uruguay. In diesem von Revolutionen zerrissenen Land bringt ihm seine Ähnlichkeit mit einem dortigen Parteigänger erste Verwicklungen. Ein Geheimnis zieht ihn ins Landesinnere, wo er dem Revolutionär Lopez Jordan begegnet.
1. In Montevideo
2. Bei den Bolamännern
3. Bruder Jaguar
4. In der Höhle des Löwen
5. Der Pampero

## In den Kordilleren
| Bd. 13 | 1913 | Südamerika – Dilogie |  |

Charley schlägt sich in verschiedenen Ländern Südamerikas wie Uruguay, Argentinien und Bolivien mit Revolutionären, Banditen und Indios herum, um die Ränkeschmiede des geheimnisvollen Sendadors zu durchkreuzen. Begleitet wird er von seinem alten Freund Turnerstick. Im Gran Chaco geraten die Helden in eine unangenehme Lage. Später stoßen sie auf den geheimnisvollen Viejo Desierto.
1. Im Gran Chaco
2. Der alte Desierto
3. An der Laguna de Carapa
4. Auf der Isleta del Circulo
5. Gottes Gericht

## Old Surehand I
| Bd. 14 | 1913 | Surehand-Trilogie |  |

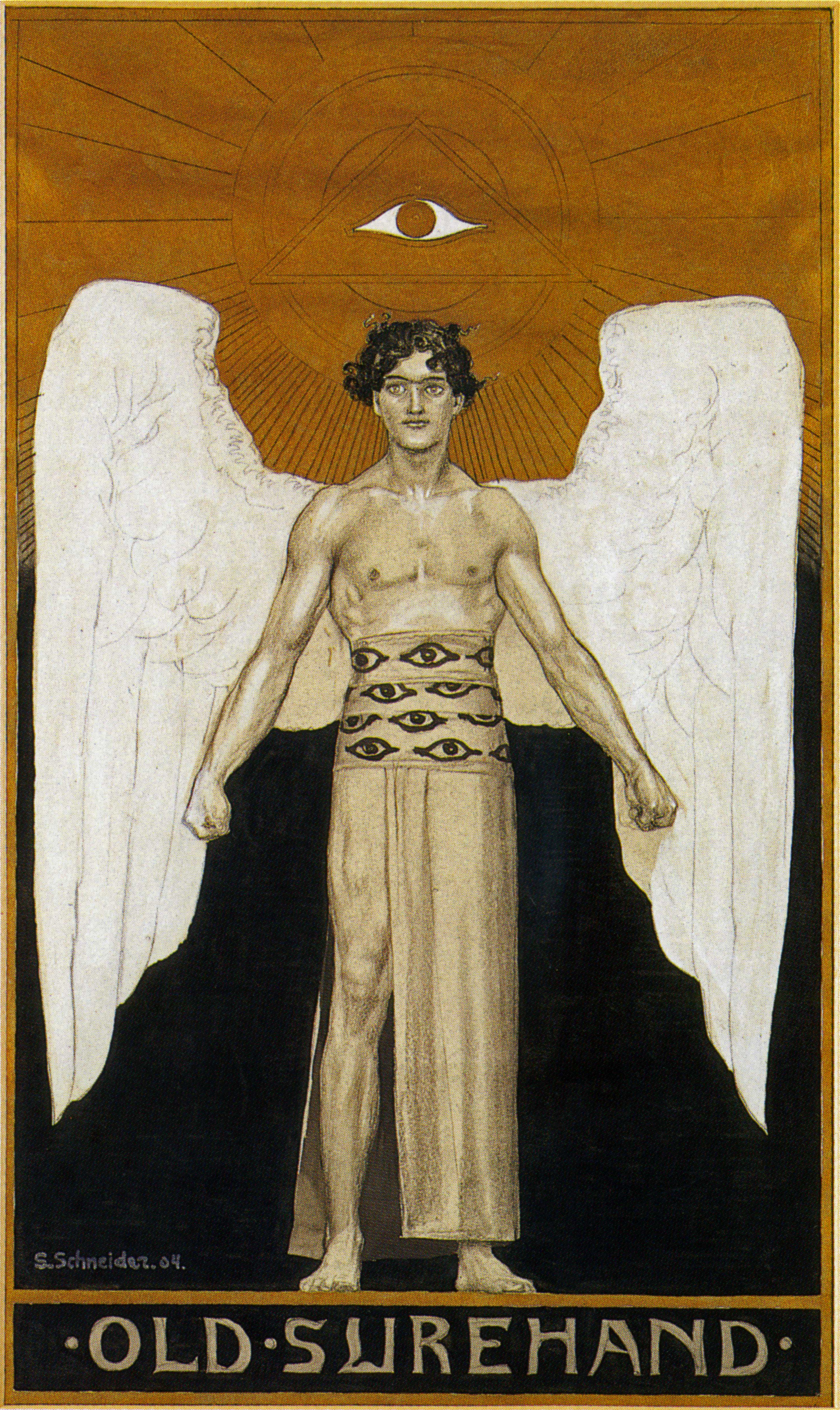
Old-Surehand-Titelbild von Sascha Schneider, 1904

- Verfilmung: Old Surehand 1. Teil (1965), Regie: Alfred Vohrer

Mit der Hilfe von Old Wabble kann Old Shatterhand den Westmann Old Surehand aus den Händen feindlicher Indianer befreien. Dann gelingt es ihm auch, mit Hilfe von Winnetou und dessen Apatschenkriegern seinen Freund Bloody Fox (den Held aus der Jugenderzählung Der Geist des Llano Estacado) bei einem Überfall durch die feindlichen Komantschen zu retten. Bei einem Komantschendorf und im Llano Estacado kommt es zu schicksalhaften Begegnungen.
Es treten noch mehrere andere Figuren aus der Jugenderzählung (veröffentlicht in Band 35) auf.
1. Old Wabble
2. Am ‚blauen Wasser‘
3. Winnetous Bote
4. Die Oase
5. Eisenherz
6. Bei den ‚hundert Bäumen‘
7. In der Kaktusfalle
8. Der General
9. Eine Überraschung

## Old Surehand II
| Bd. 15 | 1913 | Surehand-Trilogie | früher: 19 Old Surehand III |

Der ursprüngliche Band Old Surehand II war so gut wie nur eine Sammlung von Wild-West-Geschichten. Der Ich-Erzähler Old Shatterhand kehrt bei der Suche nach Old Surehand in Jefferson-City im Gasthaus der Mother Thick ein, wo dann im Wesentlichen nur noch Geschichten erzählt werden (Bearbeitungen von älteren Erzählungen Karl Mays). Der Band wurde deswegen aus der Trilogie herausgenommen und ohne die Rahmenhandlung als Band 19 (Kapitän Kaiman) herausgegeben.
Der ursprünglich dritte Band wurde – ergänzt um Teile der Rahmenhandlung aus Band II – zu Old Surehand II:
Old Shatterhand und Winnetou ziehen mit ihren Begleitern ins Felsengebirge. Sie verfolgen eine Verbrecherbande und treffen schließlich auch den geheimnisvollen Westmann Old Surehand. Seine wahre Identität wird nun enthüllt: Er ist das Halbblut Leo Bender, dessen Bruder Fred als Apanatschka ein Häuptling der Komantschen ist.
1. Bei Mutter Thick
2. Am Baum der Lanze
3. Ein unerwartetes Zusammentreffen
4. Auf Harbours Farm
5. Der Geheimnisvolle
6. Vertauschte Rollen
7. Ein Zyklopenkampf
8. Im Bärental
9. Old Wabbles Tod
10. Am ‚Teufelskopf‘

## Menschenjäger
| Bd. 16 | 1913 | Mahdi-Trilogie | Originaltitel: Im Lande des Mahdi I |

Ausgangspunkt der Orienttrilogie ist Kairo. Sie schildert das Problem des Sklavenhandels. Kara Ben Nemsi und seine Diener Ben Nil und Selim verfolgen zusammen mit dem Reis Effendina einen Sklavenhändler bis in die Nubische Wüste. Ein großer Teil der Handlung spielt in oder bei Siut (Mittelägypten).
1. Ein Chajjal
2. Der Reïs Effendina
3. In Siut
4. Unter der Erde
5. In der Wüste
6. Die Sklavinnen

## Der Mahdi
| Bd. 17 | 1913 | Mahdi-Trilogie | Originaltitel: Im Lande des Mahdi II |

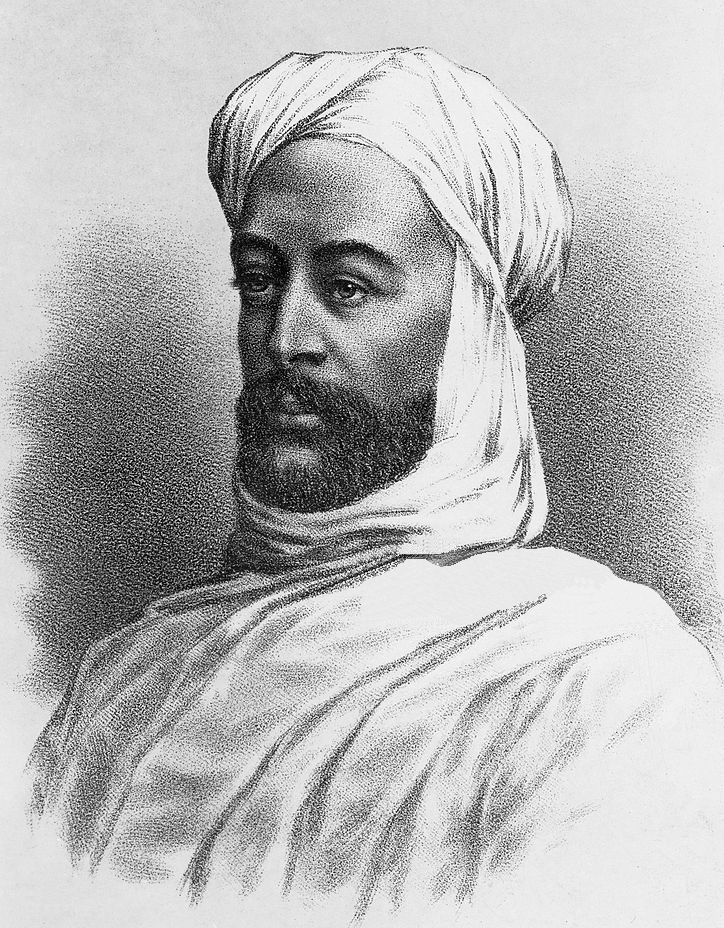
Muhammad al-Mahdi

Kara Ben Nemsi kämpft zusammen mit seinem treuen Begleiter, dem befreiten Sklaven Ben Nil, im Sudan gegen Sklavenjäger. Er begegnet dem Mahdi, der später einen Aufstand gegen die Engländer entfachte.
Als Mahdi bezeichnete sich Muhammad Ahmad, der Führer des Mahdi-Aufstandes. Berühmt wurde er durch die Eroberung Khartums am 26. Januar 1885. Dabei kam der britische Generalmajor Charles George Gordon ums Leben.
1. Der Mahdi
2. Gefangen
3. Am Sumpf des Fiebers
4. Beim „Vater der Fünfhundert“
5. Die Seribah Aliab

## Im Sudan
| Bd. 18 | 1913 | Mahdi-Trilogie | Originaltitel: Im Lande des Mahdi III |

Im Sudan endet die Verfolgung der Sklavenhändler, gegen deren Grausamkeit der Reis Effendina keine Gnade walten lassen kann.
Nach einer Episode im wilden Kurdistan mit Hadschi Halef Omar endet die letzte Sklavenjagd in Innerafrika. Der Ich-Erzähler befreit mit Hilfe Ben Nils eine Sklavenkarawane im Sudan und erfährt von einer großen Niederlassung der Sklavenjäger. Er erobert El Michbaja. Unter den Befreiten ist auch der Kurde Ssali Ben Aqil, den Kara Ben Nemsi nach Palästina begleitet, von dort aus kehrt er auch nach Hause zurück.
1. Aufgehängt
2. Gerechte Vergeltung

Für die Buchausgabe der Mahdi-Trilogie schrieb Karl May zwei neue Kapitel:
1. Tut wohl Denen, die Euch hassen!
2. Die letzte Sklavenjagd

## Kapitän Kaiman
| Bd. 19 | 1913 | ehemals Surehand-Trilogie | früher: 15 Old Surehand II |

Der zweite Band der Old-Surehand-Trilogie war nur eine Verlegenheits-Lösung, um eine Schaffenskrise des Autors zu überbrücken. Die in Band I begonnene Handlung wird eigentlich erst in Band III wieder weitergeführt. Deshalb wurde Band III in II umbenannt und der ursprüngliche Band II in Kapitän Kaimann umbenannt und stark umgestaltet. Die Rahmenhandlung wurde entfernt, und er enthielt nun folgende Erzählungen:
1. Kapitän Kaiman
2. Der Kanada-Bill
3. Das sprechende Leder
4. Der Pfahlmann

Die Erzählung um den gefährlichen Seeräuber Kapitän Kaiman ist eine überarbeitete Version von Mays frühem Kriminalroman Schloß Wildauen / Auf See gefangen, in dem auch Winnetou mitspielt.
Die übrigen Geschichten schildern abenteuerliche Episoden aus dem Leben erprobter Westmänner. In der Erzählung um den Kanada-Bill tritt auch der junge Abraham Lincoln auf.
Seit 1999 weist der Band nahezu wieder die ursprüngliche Textzusammenstellung von Old Surehand II auf: In einem Lokal in Jefferson-City erzählen sich die Gäste Geschichten, denen Old Shatterhand lauscht. Die im ursprünglichen Band enthaltene Erzählung Der Königsschatz wurde wieder aufgenommen; die Erzählung Der Pfahlmann wird nun in Band 38 veröffentlicht – in der ursprünglichen Fassung und unter dem ursprünglichen Titel Ein Dichter in Band 84.

## Die Felsenburg
| Bd. 20 | 1913 | Satan und Ischariot-Trilogie | früher: Satan und Ischariot I |

Die Felsenburg in den Bergen der mexikanischen Sonora-Wüste birgt ein Geheimnis, das einem Treck deutscher Auswanderer zum Verderben werden soll. Old Shatterhand nimmt zusammen mit Winnetou den Kampf gegen den Verbrecher Harry Melton und dessen Bruder Thomas auf.
Der gewissenlose Mormone Harry Melton nützt den Auftrag, Land für die Mormonen zu erwerben, zur persönlichen Bereicherung aus.
1. In der Sonora
2. Ein Teufelsstreich
3. Winnetou
4. Vergeltung
5. Der Player
6. Der Gefahr entgegen

## Krüger Bei
| Bd. 21 | 1913 | Satan und Ischariot-Trilogie | früher: Satan und Ischariot II |

Old Shatterhand und Winnetou befreien die deutschen Auswanderer, die in der Felsenburg zur Sklavenarbeit gezwungen werden. Doch der Schurke Melton kann entkommen.
Als Winnetou Old Shatterhand in Dresden besucht, erfährt er, dass Harry Melton (der Satan) und sein Bruder, der Verräter Thomas Melton (der Ischariot), ihre Umtriebe in den Orient verlegt haben, um sich ein Millionenvermögen zu erschleichen. Old Shatterhand reist mit Winnetou nach Afrika, um den Plan der Meltons zu durchkreuzen. Mit der Hilfe von Kara-Ben-Nemsis alten Freunden Krüger-Bei und Emery Bothwell können sie Thomas Melton und seinen Sohn Jonathan stellen. Diese können jedoch erneut entkommen.
1. Unter der Erde
2. Yuma Tsil
3. Ein Millionär
4. In Tunis
5. Am Dschebel Magraham
6. Vergebliche Jagd

## Satan und Ischariot
| Bd. 22 | 1913 | Satan und Ischariot-Trilogie | früher: Satan und Ischariot III |

Als Old Shatterhand, Winnetou und Emery Bothwell nach der Orient-Reise in New Orleans ankommen, erfahren sie, dass die Meltons mit den Millionen entkommen sind. Während der Verfolgungsjagd ermordet Thomas Melton seinen Bruder Harry bei einem Streit um das einzige Pferd. Als er schließlich auch gefangen wird, versucht er sich durch Verrat an seinem Sohn an Old Shatterhand freizukaufen, dieser willigt aber nicht ein. Als Melton keinen Ausweg mehr sieht, tötet er sich schließlich selbst. Er wird neben seinem Bruder, dem Satan begraben.
1. Wieder im Westen
2. Im Todesthale
3. Ein Brudermord
4. Im Pueblo
5. Am weißen Felsen
6. Gerettete Millionen
7. Schluss

## Auf fremden Pfaden
| Bd. 23 | 1913 | Sammelband | - |

Buchausgabe von 1897

1. Der Talisman (spielt in Lappland, ursprünglicher Titel Saiwa tjalem)
2. Das Kafferngrab (spielt in Südafrika, urspr. Titel Der Boer van het Roer)
3. Blutrache (Kara Ben Nemsi im Orient)
4. Der Kutb (Kara Ben Nemsi im Orient)
5. Der Händler von Serdescht (Kara Ben Nemsi im Orient, urspr. Titel Der Kys Kaptschiji)
6. Maria oder Fatima (Kara Ben Nemsi im Orient)
7. Der Flucher (Abenteuer von Old Shatterhand und Winnetou, Titel in den Auflagen vor 1960 Gott lässt sich nicht spotten – bei der Erstveröffentlichung 1897 in einer Zeitschrift Old Cursing Dry)
8. Ein Blizzard (Abenteuer von Old Shatterhand und Winnetou, urspr. Titel Ein amerikanisches Doppelduell)

Reiseerzählungen des Ich-Erzählers aus verschiedenen Weltteilen. Treue Freunde, vor allem Hadschi Halef Omar und Winnetou, stehen ihm zur Seite.
Die ursprünglich dritte Erzählung Er Raml el Helahk wurde umbenannt und als neue Titelerzählung nach Band 10 „Sand des Verderbens“ verschoben.

## „Weihnacht!“
| Bd. 24 | 1913 | - | - |

Als Gymnasiast unternimmt der Ich-Erzähler, Sappho genannt, mit seinem Schulfreund Carpio in den Weihnachtsferien eine Wanderung im böhmisch-sächsischen Grenzgebiet. Sie helfen der armen Familie Hiller, die nach Amerika auswandern will. Jahre später trifft er als Old Shatterhand die Hillers und Carpio in Amerika wieder. Mit Winnetous Hilfe kann er sie vor Banditen und feindlichen Indianern schützen. Aber man muss am Ende in den verschneiten Bergen überwintern. Als man dort das Weihnachtsfest unterm Tannenbaum feiert, stirbt Carpio.
1. Einleitung
2. Der Prayer-man
3. Old Jumble
4. „Sti-i-poka“
5. Im Schnee

## Am Jenseits
| Bd. 25 | 1913 | - | - |

Auf der Reise nach Mekka bekommen es Kara Ben Nemsi und Hadschi Halef Omar, seine Frau Hanneh und sein Sohn Kara Ben Halef mit dem Schurken Ghani zu tun.
Die Handlung ist nicht abgeschlossen, da es Karl May unterließ, die immer wieder angekündigte Fortsetzung zu verfassen. Am Jenseits markiert den Übergang zum Spätwerk Mays.
1. Eine Kijahma
2. El Kanz el A'da
3. El Mizan
4. El Aschdar

Seit 1951 ist der Band in 11 Kapitel gegliedert:
1. Nach Mekka
2. Der blinde Münedschi
3. Der Perser
4. Scheik Tawil
5. Der Schatz der Glieder
6. Das Gespenst
7. Die Waage der Gerechtigkeit
8. Verhandlungen
9. Waffengänge
10. Todesnähe
11. Die Sterbestunde
12. „Die Wüste richtet zwischen uns!“

## Der Löwe der Blutrache
| Bd. 26 | 1913 | Im Reiche des silbernen Löwen | früher: Im Reiche des silbernen Löwen I |

Bis 1945 wurde der Band unter dem ursprünglichen Namen Im Reiche des silbernen Löwen I und mit dem von Karl May vorgegebenen Inhalt herausgegeben:
Der Ich-Erzähler (im Wilden Westen Old Shatterhand, im Orient Kara ben Nemsi) ist nach Winnetous Tod zu dessen Apatschen-Stamm unterwegs. Er erfährt, dass der persische Adlige Dschafar auf seiner Reise nach San Francisco von einer Gruppe Comantschen unter dem Häuptling To-kei-chun gefangen genommen wurde. Er kann diesen und dessen Begleiter befreien und wird mit einem wertvollen persischen Dolch beschenkt.
Kara ben Nemsi plant nun eine Reise nach Persien. Vorher besucht er noch seinen alten Gefährten Hadschi Halef Omar, der nun Scheich der Haddedihn geworden ist, einer Gruppe der Schammar-Beduinen in der Arabischen Wüste. Es kommt zu Kämpfen mit dem Stamm der Scherarat, der mit den Schammar wegen einer Blutrache verfeindet ist. Nachdem Kara ben Nemsi zwei Löwen getötet hat, die den Scherarat immer wieder hohen Schaden zugefügt hatten, kommt es zur Versöhnung.
Nun treten Kara ben Nemsi und Halef die Reise nach Persien an. Zuerst fahren sie auf einem Floß auf dem Tigris nach Bagdad. Auf dem Tigris geraten sie in Konflikt mit drei Persern, Mitglieder eines Geheimbundes von verbrecherischen Schmugglern. In Bagdad suchen sie einen alten Bekannten auf.
1. Dschafar
2. Am Makik Natun
3. Der Löwe der Blutrache
4. Auf dem Tigris
5. In Bagdad

Nach 1945 wurde der Band umbenannt, die zwei Episoden in den Kapiteln 1 – 3 aus dem Zusammenhang gelöst und – zusammen mit einer Episode aus Im Reich des Silbernen Löwen II (Das Rätsel) sowie weiteren kleineren Geschichten – als Einzelerzählungen darin veröffentlicht:
1. To-kei-chun
2. Auferstehung
3. Himmelslicht
4. Es Ssabbi, der Verfluchte
5. Der Löwe der Blutrache
6. Ein Rätsel

Die Handlung in den Kapiteln 4 und 5 war mit jener des zweiten Bandes in „Bei den Trümmern von Babylon“ zusammengefasst worden.
Seit 1999 enthält dieser Band wieder die ursprüngliche Handlung von „Im Reiche des Silbernen Löwen I“ einschließlich der Episoden „To-kei-chun“ und „Der Löwe der Blutrache“. Die restlichen Erzählungen werden nun in Band 48 Das Zauberwasser veröffentlicht.

## Bei den Trümmern von Babylon
| Bd. 27 | 1913 | Im Reiche des silbernen Löwen | früher: Im Reiche des silbernen Löwen II |

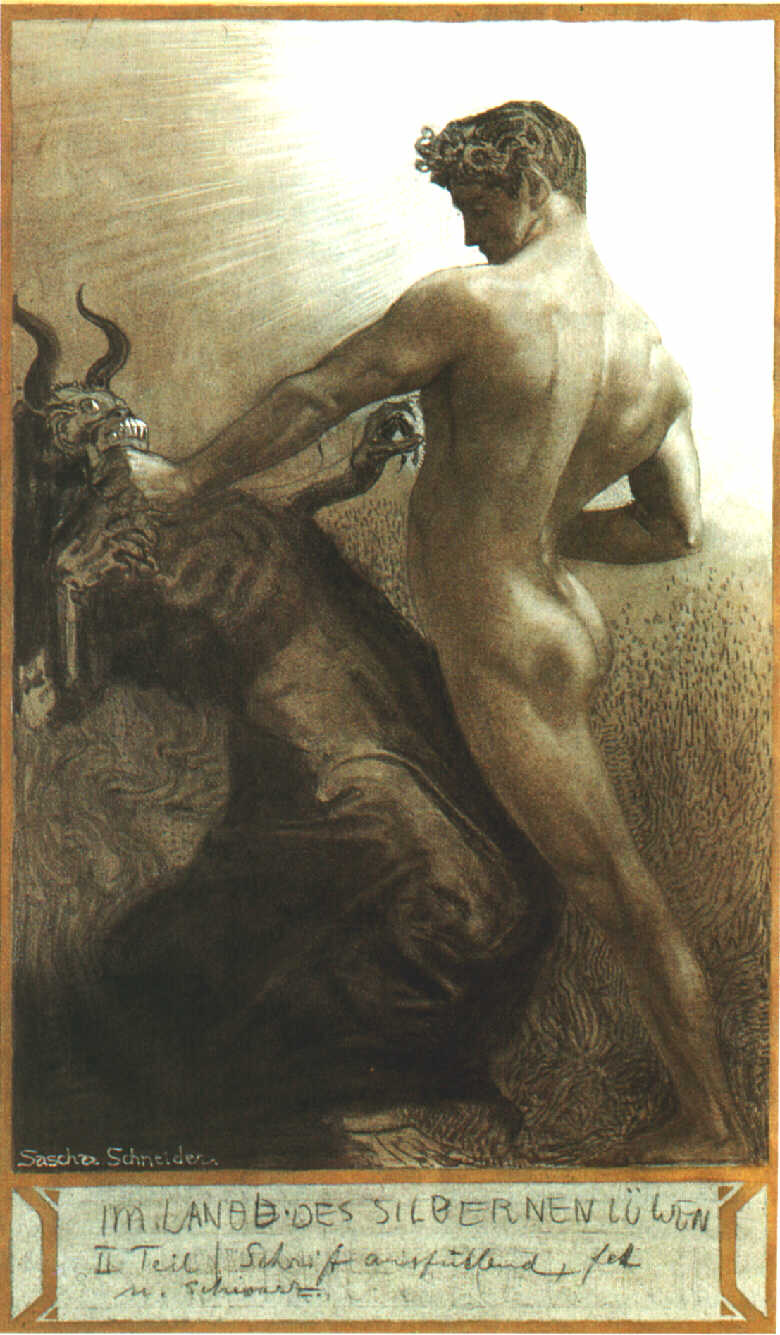
Entwurf des Titelbildes von Sascha Schneider für Im Reiche des Silbernen Löwen II

Kara Ben Nemsi und Hadschi Halef Omar besuchen von Bagdad aus die Ruinen um den Turm zu Babel. Dort stoßen sie wieder auf die persischen Schmuggler. Sie erkunden die Rätsel der Todeskarawane und können mit Hilfe türkischer Truppen den hier tätigen Teil des verbrecherischen Geheimbundes zerschlagen. Danach kommt es zu einem überraschenden Wiedersehen mit der weisen Marah Durimeh.
1. Am Turm von Babel
2. Vor Gericht
3. Osman Pascha
4. Wieder im Turm
5. Frohe Heimkehr
6. Ein Rätsel

1945 wurde der Band in Bei den Trümmern von Babylon umbenannt und die Handlung um die der letzten beiden Kapitel des vorherigen Bandes erweitert. Nebenhandlungen (im Kapitel Ein Rätsel) waren in den Band „Der Löwe der Blutrache“ ausgegliedert worden.
Seit 2000 enthält dieser Band wieder den ursprünglichen Inhalt von „Im Reiche des Silbernen Löwen II“.

## Im Reiche des silbernen Löwen
| Bd. 28 | 1913 | Im Reiche des silbernen Löwen | früher: Im Reiche des silbernen Löwen III |

Alte persische Flagge

- Verfilmung: Im Reiche des silbernen Löwen (1965), Regie: Franz Josef Gottlieb

Der Ich-Erzähler Kara Ben Nemsi und Hadschi Halef Omar besuchen auf ihrer Reise in das Reich des silbernen Löwen (= Persien) die Hafenstadt Basra. Dort treffen sie auf Lord Lindsay, von dem sie sich aber schon nach einigen Stunden wieder trennen müssen. Sie reiten durch die kurdischen Berge weiter nach Persien. Dort werden sie ausgeraubt und erkranken lebensbedrohlich. Von Angehörigen des Dschamikun-Stammes werden sie gepflegt. Halef kann nur dadurch gerettet werden, dass seine Frau und sein Sohn zu ihm gebracht werden. Die Freunde stehen dem Ustad bei, dem religiösen Führer der Dschamikun, als diese utopische Gemeinschaft wegen ihrer andersartigen Lebensweise von verschiedenen Gruppen bedroht wird.
Der Band beginnt wie eine der normalen Reiseerzählungen Karl Mays. Aber die Handlung wird ab dem zweiten Kapitel immer unrealistischer, und die Gespräche werden zunehmend von philosophischen und religiösen Themen beherrscht. Deshalb wird schon dieser Band zum symbolischen Spätwerk des Verfassers gerechnet.
1. IM FIEBERLAND
2. AM TODE
3. DAS HOHE HAUS

## Das versteinerte Gebet
| Bd. 29 | 1913 | Im Reiche des silbernen Löwen | früher: Im Reiche des silbernen Löwen IV |

Ereignisse aus dem vorigen Band zeigen ihre tiefere Bedeutung; in einem langen Nachtgespräch halten der Ustad (der Meister der Dschamikun) und Kara Ben Nemsi innere Einkehr. Es ist Karl Mays eigene Persönlichkeit, die in diesem Spätwerk im Ringen mit sich selbst liegt.
Am Ende kommt es noch zu der entscheidenden Auseinandersetzung mit den Sillan, den Mitgliedern der persischen Verbrecherbande. Die Feinde werden durch einen gigantischen Bergsturz in die Flucht geschlagen. Dadurch wird auch die uralte wunderbare Alabasterstatue „Das versteinerte Gebet“ wieder für alle sichtbar.
1. IN DER GRUFT
2. UNTER DEN RUINEN
3. DAS ENDE DER SCHATTEN
4. ZUM ALABASTERZELT

## Und Friede auf Erden
| Bd. 30 | 1913 |  | zuerst 1901 als Et in terra pax |

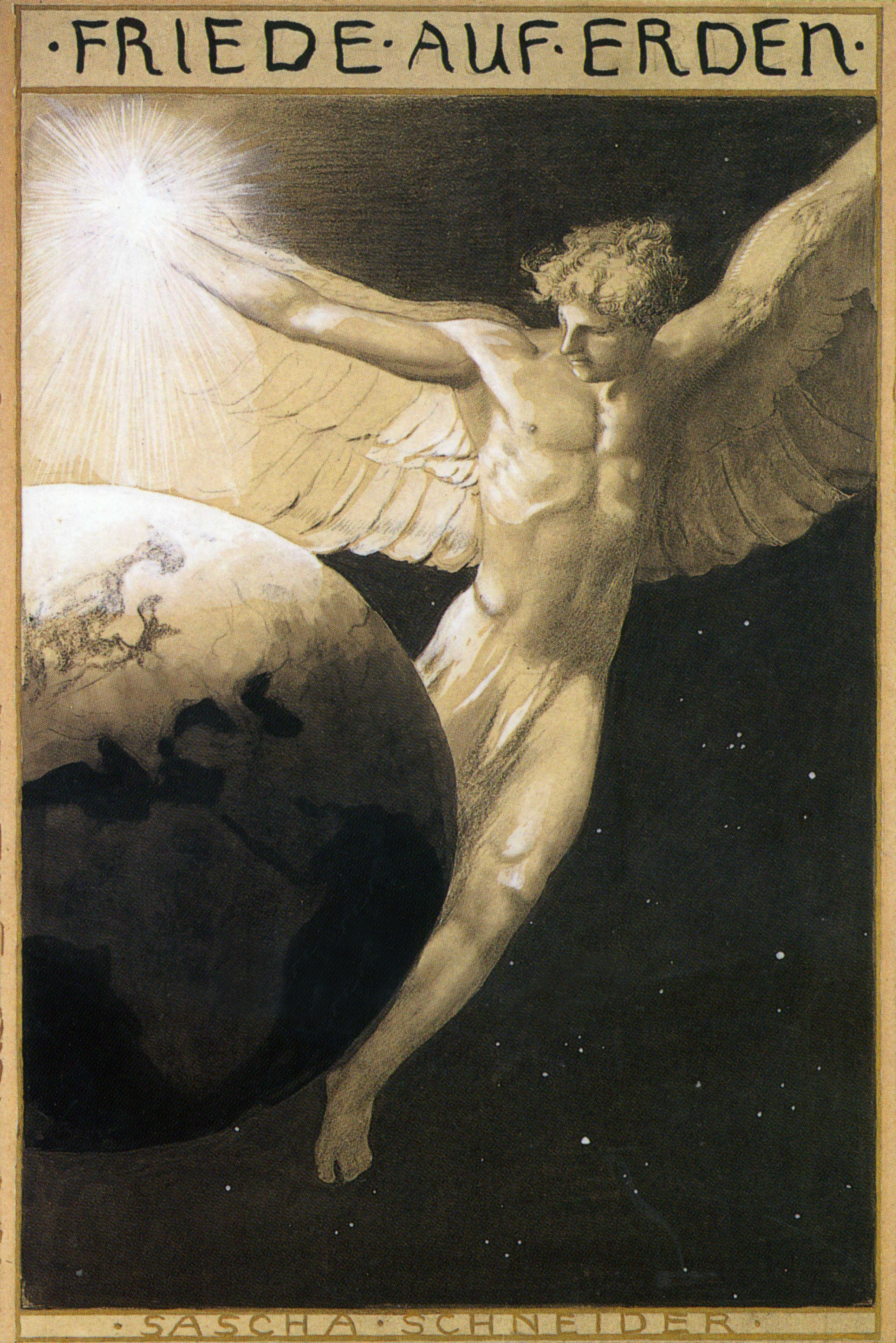
Titelbild von Sascha Schneider

Das Buch entstand unter dem Eindruck von Karl Mays Orientreise in den Jahren 1899 und 1900. Es ist die überarbeitete und erweiterte Fassung der Erzählung Et in terra pax (1901 im China-Buch von Joseph Kürschner veröffentlicht). Die Neufassung wurde 1904 in die Gesammelten Reiseerzählungen aufgenommen. Vom Karl-May-Verlag wurde das Buch mehrfach bearbeitet.
Von Kairo bis nach China reist der Ich-Erzähler, der nur noch wenig mit Kara Ben Nemsi gemeinsam hat. Sein Diener Sejjid Omar bekennt sich zu christlichen Tugenden. Er trifft auch Sir John Raffley wieder, den einstmals spleenigen Engländer, der zu menschlichen Tugenden gefunden hat. Immer wieder begegnet die Reisegruppe dem eifernden Missionar Waller, der mit seinen Bekehrungsversuchen scheitert. Nach einer schweren Krankheit kann Waller schließlich zur Nächstenliebe bekehrt werden.

## Ardistan
| Bd. 31 | 1913 | Ardistan und Dschinnistan | Ardistan und Dschinnistan I |

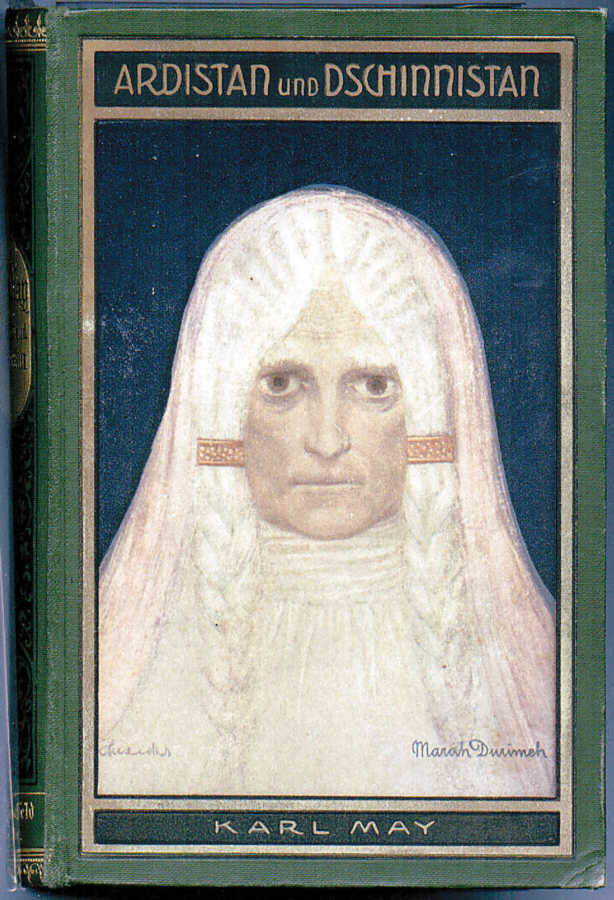
Deckelbild von Sascha Schneider

Mays bedeutendstes Spätwerk führt Kara Ben Nemsi und Hadschi Halef Omar auf den Stern Sitara. Sie reisen im Auftrag Marah Durimehs durch das fiktive Land Ardistan, um dem Mir von Dschinnistan beizustehen, dessen Land der Herrscher von Ardistan überfallen will.
Die gleichnishafte Handlung vollzieht sich in der Welt des Inneren und schließt die ganze Menschheitsentwicklung ein.

## Der Mir von Dschinnistan
| Bd. 32 | 1913 | Ardistan und Dschinnistan | Ardistan und Dschinnistan II |

Kara Ben Nemsi und Hadschi Halef Omar bringen den gewalttätigen Mir (= Herrscher) von Ardistan dazu, von seinen Kriegsplänen gegen den Mir von Dschinnistan abzusehen und stehen ihm bei, als er von Rebellen getötet werden soll. Nach der Läuterung des Mir in der Stadt der Toten fällt in den Vorgebirgen Dschinnistans die Entscheidung im Kampf gegen die Rebellen. Nun ist der Weg frei zum Reich der Edelmenschen.

## Winnetous Erben
| Bd. 33 | 1913 | Anschluss an die Winnetou-Trilogie | ursprünglich Winnetou IV |

Das Buch erschien zuerst 1910, siebzehn Jahre nach Abschluss der ursprünglichen Winnetou-Trilogie, und war eine Art Schlussstrich unter die Abenteuer Old Shatterhands in Nordamerika. In Karl Mays letzter Reiseerzählung schlagen sich die Eindrücke seiner Amerikareise im Jahr 1908 nieder.
Der 60-jährige Old Shatterhand bekommt in seiner Villa Shatterhand in Radebeul Briefe, in denen er zum bevorstehenden Bau eines Winnetou-Denkmals eingeladen wird. Daraufhin reist der alte Shatterhand mit seiner Frau noch einmal in den Wilden Westen, um an einem Treffen aller wichtigen Indianer teilzunehmen. Dabei begegnet er alten Freunden, aber auch alten Feinden. So trifft er auch auf die beiden Söhne des Mörders Santer, die die Untaten ihres Vaters bereuen und sterben, als die gewaltige Winnetou-Statue einstürzt. Old Shatterhand ist froh über den Einsturz, denn die Statue spiegelt doch nicht die inneren Werte Winnetous wider.

## »Ich«
| Bd. 34 | 1917 | Autobiografie & biografische Texte |  |

Zusammenstellung von Texten zu Leben und Werk Karl Mays.
Die Biografie („Mein Leben und Streben“) berichtet von einer Kindheit in Armut, von Verfehlungen und Strafen, vom Aufstieg zum Erfolg und schließlich von Anfeindungen im Greisenalter. Sie beginnt mit folgenden Worten: „Ich bin im niedrigsten, tiefsten Ardistan geboren.“
1. Meine Beichte (Karl May)
2. Mein Leben und Streben (Karl May)
3. Empor ins Reich der Edelmenschen (Karl May)
4. Karl May in Wien (Adolf Gelber / Wilhelm Nhil / Paul Wilhelm / Robert Müller)
5. Karl Mays Tod und Nachlaß (Dr. E. A. Schmid)
6. Gestalt und Idee (Dr. E. A. Schmid)
7. Gerechtigkeit für Karl May! (Ludwig Gurlitt)
8. Karl May, das Strafrecht und die Literatur (Claus Roxin)

In der aktuellen Auflage  sind folgende Texte nicht mehr enthalten:
- Spiegelbilder (Ludwig Aub / Ludwig Klages / Richard Engel)
- Mensch und Menschliches (Karl Hans Strobl)
- Die in den älteren Auflagen (vor 1958) hier veröffentlichten Aufsätze aus dem Frühwerk „Geographische Predigten“ finden sich jetzt in Band 72 „Schacht und Hütte“

## Unter Geiern
| Bd. 35 | 1914 | Jugenderzählungen |  |

- Verfilmung: Unter Geiern (1964), Regie: Alfred Vohrer

In diesem und den folgenden sechs Bänden werden die Jugenderzählungen Karl Mays veröffentlicht – ab 1887 von ihm für die Jugendzeitschrift Der Gute Kamerad verfasst. Diese Erzählungen enthalten besonders viele komische Szenen und humorvolle Gespräche. Außerdem tritt hier nicht Karl May als Ich-Erzähler auf (Auch von Old Shatterhand wird in den Wild-West-Geschichten in der Dritten Person berichtet.). Vom KM-Verlag konnten sie erst nach dem Erwerb der Urheberrechte veröffentlicht werden.
In der Erzählung Der Sohn des Bärenjägers helfen Old Shatterhand und Winnetou Martin Baumann, seinen Vater im Yellowstone-Nationalpark aus den Händen der Sioux zu befreien.
1. Auf der Fährte
2. Der Hobble-Frank
3. Im Blockhaus
4. Old Shatterhand
5. Winnetou
6. Bei den Schoschonen
7. Der graue Bär
8. Franks und Bobs Abenteuer
9. Der Namenlose
10. Felsengeier
11. In höchster Not
12. Am ‚Höllenmaul‘

In Der Geist des Llano Estacado führt die Geier-Bande Reisende in der Wüste in die Irre, um sie zu berauben. Bloody-Fox, als Kind Opfer der Bande – wegen seiner Verkleidung „Der Geist“, verfolgt und tötet immer wieder einige ihrer Mitglieder und versucht, den Opfern beizustehen. Mit Hilfe von Old Shatterhand, Winnetou und anderen Westmännern gelingt es dann, die Bande unschädlich zu machen.
1. Bloody-Fox
2. Der Schuss in die Stirn
3. Wüstengeier
4. Eisenherz
5. Ein Spion
6. Geisterstunde
7. Argwohn
8. Das ‚Singende Tal‘
9. Die Maske fällt

## Der Schatz im Silbersee
| Bd. 36 | 1913 | Jugenderzählung |  |

- Verfilmung: Der Schatz im Silbersee (1962), Regie: Harald Reinl. Winnetou – Der Mythos lebt (2016)

Old Shatterhand, Winnetou, Old Firehand und weitere Westleute verhindern, dass der berüchtigte Rote Cornel Brinkley sich den sagenhaften Schatz im Silbersee unter den Nagel reißen kann.
1. Der schwarze Panther
2. Die Tramps
3. Nächtliche Kämpfe
4. Der Vergeltung entronnen
5. Indianisches Meisterstück
6. Ein Parforceritt im Finstern
7. Im Kampf um Butlers Farm
8. Ein Drama auf der Prairie
9. List und Gegenlist
10. Am Eagle-tail.
11. In der Klemme
12. Auf Tod und Leben
13. Edelmut Old Shatterhands
14. Gefangen und befreit
15. Eine Indianerschlacht
16. Am Silbersee

## Der Ölprinz
| Bd. 37 | 1915 | Jugenderzählung |  |

- Verfilmung: Der Ölprinz (1965), Regie: Harald Philipp

Old Shatterhand und Winnetou stehen einem Auswanderertreck bei, der zwischen die Fronten zweier Indianerstämme gerät und zum Spielball des Ölprinzen Grinley wird, der Ölquellen verkauft, die es gar nicht gibt. Winnetou und Old Shatterhand kommen jedoch dem Schwindel auf die Spur.
1. Die Wetten
2. Durchkreuzte Pläne
3. Aufbruch nach Tucson
4. Der Überfall
5. Forners Rancho
6. Ein rätselhaftes Ungeheuer
7. Im Pueblo
8. Die Befreiung
9. Kundschafter
10. Am Petroleumsee
11. In der Gewalt der Nijoras
12. Der Häuptling der Navajos
13. Das verhängnisvolle Schriftstück
14. Belauscht
15. Am Winterwasser
16. Die Strafe

## Halbblut
| Bd. 38 | 1917 | Sammelband |  |

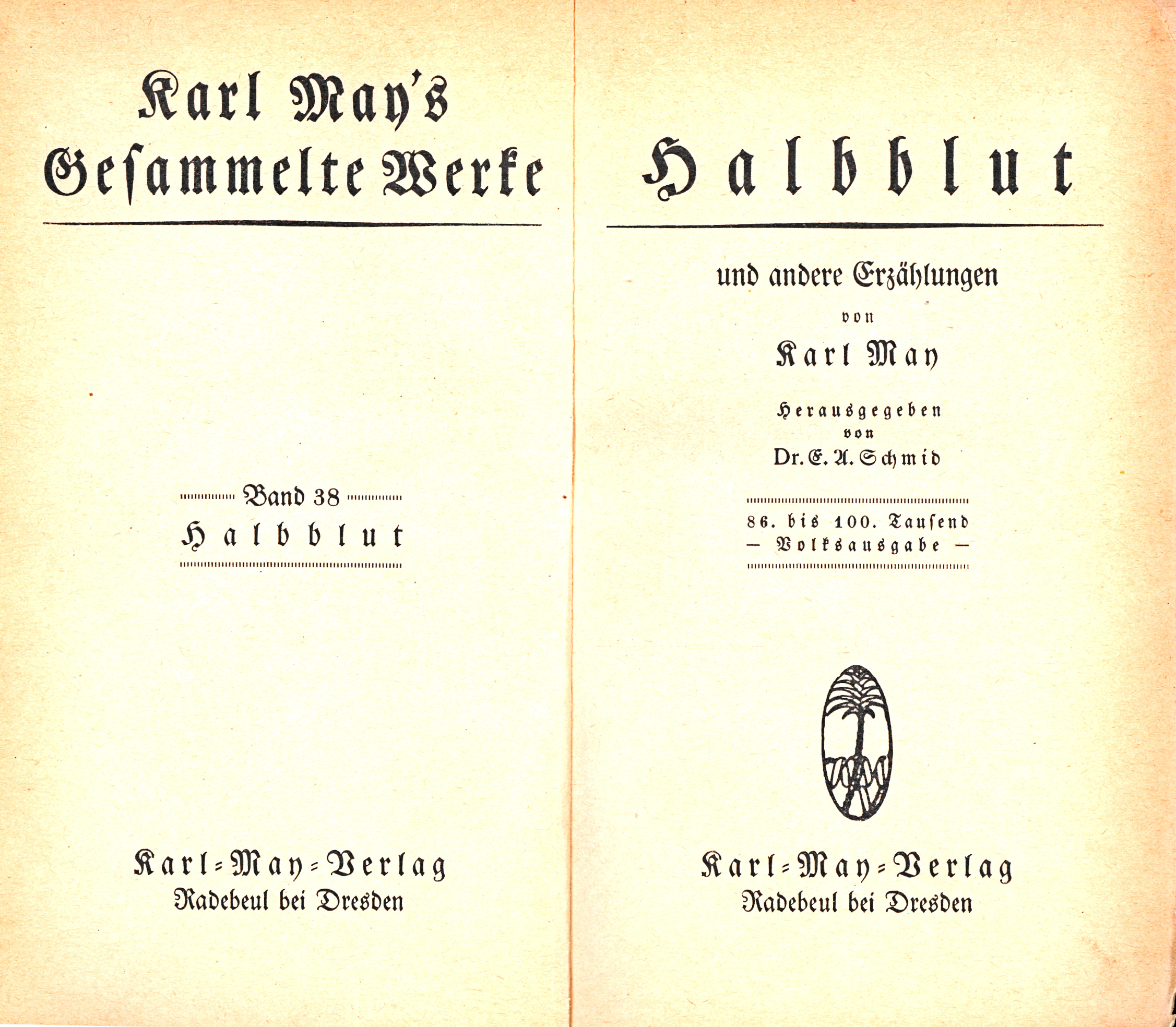
Ausgabe von 1916

Erzählungen aus verschiedenen Schaffensperioden. Die Titelerzählung Halbblut befindet sich auf der ersten Hälfte des Bandes.
Ursprünglicher Inhalt:
1. Halbblut – stark bearbeitete Fassung von Karl Mays Jugenderzählung Der schwarze Mustang  (Old Shatterhand und Winnetou setzen dem Intrigenspiel eines verräterischen Halbbluts vor dem Hintergrund des Eisenbahnbaus ein Ende.)
2. Joe Burkers, das Einaug (Hier hatte der Karl-May-Verlag zwei Ich-Erzählungen – Die Both Shatters und Ein Oelbrand – zu einer Geschichte verschmolzen und Old Shatterhand durch Old Firehand ersetzt. Nun werden die beiden Erzählungen in ihrer ursprünglichen Fassung getrennt in Band 71 bzw. 80 veröffentlicht.)
3. Der Gitano (Eine der ersten Ich-Erzählungen Mays, die in Spanien spielt. Der Protagonist ist noch nicht mit dem späteren Ich-Helden identisch. Jetzt findet sich diese Erzählung in Band 48.)
4. An den Ufern der Dwina (Frühe Kriminal- und Schicksalsgeschichte, die Karl May unter dem Titel Nach Sibirien veröffentlichte; jetzt in Band 48)
5. Von Mursuk bis Kairwan (1893 bearbeitete und erweiterte Fassung der 1878 erschienenen Erzählung Die Rose von Sokna, urspr. Titel Eine Befreiung)
6. Der Kaperkapitän (1882 von May unter dem Titel Robert Surcouf veröffentlicht, erzählt Abenteuer des historischen napoleonischen Korsaren Surcouf.)

Inhalt nach der Neukonzeption im Jahr 1997:
1. Halbblut (Der schwarze Mustang)
2. Der Kaperkapitän
3. Der Pfahlmann (vorher in Band 19 „Kapitän Kaiman“)
4. Von Mursuk bis Kaïrwan

Die Erzählungen 2–4 bildeten die drei Abteilungen des 1893 erschienenen Buches Die Rose von Kaïrwan

## Das Vermächtnis des Inka
| Bd. 39 | 1913 | Jugenderzählung |  |

- Verfilmung: Das Vermächtnis des Inka (1965), Regie: Georg Marischka

Südamerika-Abenteuer mit dem Helden Vater Jaguar alias Karl Hammer und Haukarapora, dem letzten Nachfahren der Inkas, der durch einen Krieg das alte Inka-Reich neu errichten soll, sich aber für den Frieden entscheidet.
Das Vermächtnis des Inka ist das Ziel des Rittes, zu dem Vater Jaguar und seine Gefährten in Buenos Aires aufbrechen. Sie folgen dem verbrecherischen Stierkämpfer Antonio Perillo, der sich in den Besitz des Geheimnisses gebracht hat, bis in die Anden.
1. Der Espada
2. Corrida de toros
3. Der ,Vater Jaguar‘
4. Eine neue Bekanntschaft
5. Ein Pamparitt
6. Der Letzte der Inkas
7. Eine nächtliche Befreiung
8. Die Blutegel des Don Parmesan
9. Auf dem Kriegspfad
10. Vater Jaguars Erzählung
11. Bei den Cambas
12. Den Krokodilen zur Beute
13. Des Stierkämpfers Geheimnis
14. Ein Urwaldkampf
15. Doktor Morgenstern am Ziel
16. Die Gäste des Señor Sereno
17. Unerwartete Begegnungen
18. Das Vermächtnis des Inka

## Der blaurote Methusalem
| Bd. 40 | 1914 | Jugenderzählung | früher: Kong-Kheou, das Ehrenwort |

Humoristisch geschilderte Abenteuer einer Schar skurriler Gestalten, die in China einen deutschen Ölprinzen und eine chinesische Familie sowie einen Schatz suchen.
Anführer der Expedition ist der ewige Student Degenfeld, der wegen seines für einen Studenten fortgeschrittenen Alters und seiner Schnapsnase der blaurote Methusalem genannt wird.
1. Kong-kheou, das Ehrenwort
2. „Tsching, tsching, tschin!“
3. Ein Dauerlauf in der Sänfte
4. Mijnheer Willem van Aardappelenbosch
5. Auf der ‚Schui-heu‘ nach Kanton
6. Eine Geisterbeschwörung
7. Unter Piraten
8. In Not und Gefahr
9. Das Ende der Raubdschunke
10. Landeinwärts
11. Der Götterraub
12. Der Tempelbesuch und seine Folgen
13. Hinter Schloss und Riegel
14. Zu Wasser und zu Lande nach Hu-nan
15. Die Schatzgräber und die Hoei-hoei
16. Unter dem Schutz des Bettlerkönigs
17. „Was ist des Deutschen Vaterland?“
18. Kong-kheou, das Ehrenwort

## Die Sklavenkarawane
| Bd. 41 | 1915 | Jugenderzählung |  |

- Verfilmung: Die Sklavenkarawane (1958), Regie: Georg Marischka / Ramón Torrado

Orientabenteuer ohne Kara Ben Nemsi. Die beiden gelehrten Brüder Emil und Joseph Schwarz werden vom Vogelkundler Professor Pfotenhauer begleitet. Es gilt, den Sklavenhandel im Sudan zu bekämpfen. Die Forscher stoßen auf den schlimmsten aller Sklavenräuber, den so genannten Vater des Todes.
1. Der ,Vater der vier Augen‘
2. Eine Dschelaba
3. An der ,Quelle des Löwen‘
4. Abu el Mot
5. Gerichtsbarkeit am Nil
6. Schwarze Pläne
7. Der Sklaverei entronnen
8. Ein neuer Gefährte
9. Die Erzählung des Elefantenjägers
10. In Sklavenfesseln
11. Verbündete
12. Die Verfolgung des Sklavenhändlers
13. Kanonendonner
14. An der Nilpferd-Maijeh
15. Gefährliche Abenteuer
16. Der Entscheidung entgegen
17. Die Schlucht der Suren
18. Vergeltung

## Der alte Dessauer
| Bd. 42 | 1921 | Historische Erzählungen |  |

1. Der Scherenschleifer
2. Ein Fürst-Marschall als Bäcker
3. Der Pflaumendieb
4. Fürst und Leiermann
5. Drei Feldmarschalls
6. Pandur und Grenadier
7. Seelenverkäufer

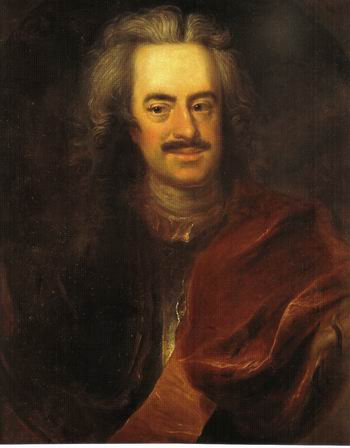
Leopold I., der Alte Dessauer

Diese Humoresken ranken sich um die historische Gestalt Leopolds I., eines Fürsten von Anhalt-Dessau, der preußischer Feldmarschall und ein Freund Friedrich Wilhelms I. war, im Volk bekannt als der Alte Dessauer. May berichtet von ihm als absonderlichen Grobian, aber auch als gütigen und gerechten Landesvater.
Weitere Dessauer-Humoresken (u. a. Ein Stücklein vom Alten Dessauer) sind in Band 84 Der Bowie-Pater enthalten.

## Aus dunklem Tann
| Bd. 43 | 1921 | Erzgebirgische Dorfgeschichten |  |

1. Sonnenscheinchen
2. Des Kindes Ruf
3. Der Grenzmeister
4. Der Teufelsbauer
5. Der Bonapartenschuster
6. Der Giftheiner
7. Der Geldmarder
8. Die Rose von Ernstthal
9. Der Samiel

Diese Erzgebirgischen Dorfgeschichten stammen (mit Ausnahme von Sonnenscheinchen) aus Mays frühester Schaffenszeit.

## Der Waldschwarze
| Bd. 44 | 1921 | Erzgebirgische Dorfgeschichten |  |

1. Der Dukatenhof
2. Der Herrgottsengel
3. Der Waldschwarze
4. Das Geldmännle

Karl May beschreibt in diesem zweiten Band erzgebirgischer Dorfgeschichten die Menschen und Verhältnisse seiner engeren Heimat. Auch diese Erzählungen stammen (mit Ausnahme von Das Geldmännle) aus frühester Schaffenszeit.

## Zepter und Hammer
| Bd. 45 | 1926 |  |  |

Zwei frühe Romane Karl Mays, die sich um die beiden fiktiven Staaten Norland und Süderland ranken. Die mangelhaften und z. T. unvollständigen Vorlagen wurden vor ihrer Veröffentlichung durch den KM-Verlag stark bearbeitet.
Die Norländer müssen mit Invasoren aus Süderland fertigwerden. Außerdem gilt es, verschiedene Kindesvertauschungen zu entwirren, um den rechtmäßigen Thronfolger Norlands zu finden. Der Roman beginnt in den Wäldern des Nordens und führt bis nach Ägypten. Die Handlung erzählt von Abenteuern in der Wüste und im Mittelmeer und vom Aufstieg eines Nilbarkenführers zum Großadmiral des Sultans.
1. Die Zigeunerin
2. Belauscht
3. Die Brüder Jesu
4. Im Hause der Irren
5. An der Grenze
6. Der Beginn des Kampfes
7. Schachzüge
8. Almah
9. Der tolle Prinz
10. Vor Jahren
11. Paroli
12. Ein Rückblick
13. Vom Reis zum Kapudan Pascha
14. Der schwarze Kapitän
15. Am Vorabend
16. Kampf und Sieg

## Die Juweleninsel
| Bd. 46 | 1926 |  |  |

Zehn Jahre nach den Ereignissen aus Zepter und Hammer erhalten die Angehörigen eines Verschollenen durch sein Tagebuch Kunde von der Vernichtung eines indischen Fürstenhofs und vom Schatz des Maharadschas, der auf eine einsame Juweleninsel gerettet wurde.
1. Der ‚tolle Graf‘
2. Ein sauberes Kleeblatt
3. Gerds Meisterstück
4. Ein seltsamer Fund
5. Das Tagebuch des Verschollenen: Erster Teil
6. Das Tagebuch des Verschollenen: Zweiter Teil
7. Der ‚Tiger‘
8. Der Texasfred
9. In den Wigwams der Komantschen
10. In San Francisco
11. Der Schatz des Maharadscha
12. Auf Schloss Helbigsdorf
13. Ein gräflicher Brandstifter
14. Lilgas Tod
15. Gottes Mühlen

## Professor Vitzliputzli
| Bd. 47 | 1927 |  |  |

Sammlung von Humoresken und in der Heimat angesiedelten historischen Erzählungen. Die ersten beiden Geschichten stammen aus dem Teil von Karl Mays Manuskript für Satan und Ischariot, der vom Redakteur des Deutschen Hausschatzes gestrichen worden ist; die unbearbeitete Manuskriptfassung findet sich in Band 79, „Old Shatterhand in der Heimat“.
1. Professor Vitzliputzli (Geschichte um einen zerstreuten Professor, der sich ganz der Erforschung der amerikanischen Urvölker ergeben hat)
2. Wenn sich zwei Herzen scheiden
3. Der Glücksschimmel (Geschichte um Feldmarschall Blücher)
4. Die Kriegskasse
5. Am Ernstthaler Stammtisch
6. Der Wollteufel
7. Der Fischerjakob und das Wasserfaß
8. Die falschen Exzellenzen
9. Die beiden Nachtwächter
10. Die verhexte Ziege
11. Die Erben wider Willen
12. Pankraz der Ehestifter
13. Wie dem Stadtrat Epperlein aus der Klemme geholfen wurde

## Das Zauberwasser
| Bd. 48 | 1927 |  |  |

Sammlung von Geschichten, die an unterschiedlichen Schauplätzen angesiedelt sind und aus unterschiedlichen Schaffensperioden stammen.
Ursprünglicher Inhalt:
1. Das Zauberwasser (Erzählung um den historischen, geheimnisvollen Grafen von Saint-Germain, der als Abenteurer und Alchimist von sich reden machte)
2. Phi-Phob, der Schutzgeist
3. Am „Singenden Wasser“
4. Schwarzauge
5. Das Hamaïl
6. Die Söhne des Upsaroka (Diese früher Mutterliebe betitelte Erzählung ist ein Abenteuer mit Old Shatterhand und Winnetou.)
7. Das Kurdenkreuz
8. Schefakas Geheimnis
9. Eine Weihnachtsfeier in Damaskus
10. Old Shatterhand a. D. (ursprüngl. Titel Freuden und Leiden eines Vielgelesenen, Plauderei über die Nöte des Star-Autors May.)
11. Der Zauberteppich (Dieses zu Mays Lebzeiten nicht veröffentlichte orientalische Märchen beschreibt in allegorischer Weise die Entstehung seines Romans Und Friede auf Erden.)
12. Abdahn Effendi
13. Merhameh
14. Schamah (In dieser Erzählung behandelt der Ich-Erzähler, der dem wahren Karl May sehr ähnelt, Religionskonflikte im Orient.)

Die Erzählungen aus dem Alterswerk (Nr. 9 und 11 – 14) wurden nach Band 81 „Abdahn Effendi“ verschoben; „Old Shatterhand a. D.“ (Nr. 10) wurde unter seinem ursprünglichen Titel in Band 79 „Old Shatterhand in der Heimat“ eingefügt.
Seit 2000 enthält der Band Folgendes:
1. Das Zauberwasser
2. Phi-Phob, der Schutzgeist
3. Am „Singenden Wasser“
4. Schwarzauge
5. Das Hamaïl
6. Die Söhne des Upsaroka
7. Das Kurdenkreuz
8. Schefakas Geheimnis
9. Der Gitano (bisher Band 38, „Halbblut“)
10. An den Ufern der Dwina (Nach Sibirien, bisher Bd. 38)
11. Himmelslicht (Nûr es Semâ – Himmelslicht, ursprl. Bd. 10, später Bd. 26, „Der Löwe der Blutrache“)
12. Es Ssabbi – Der Verfluchte (Der Verfluchte, ursprl. Bd. 10, später Bd. 26)
13. Bei den Bachtijaren (Die „Umm ed Dschamahl“, bisher nur stark bearbeitet in Bd. 27 „Bei den Trümmern von Babylon“)
14. Auferstehung (Christ ist erstanden!, zeitweise Bd. 34 „»Ich«“, später Bd. 26)

## Lichte Höhen
| Bd. 49 | 1956 | Himmelsgedanken, Babel und Bibel |  |

Sammlung nichtbelletristischer Texte. Neben den Gedichten, die 1901 unter dem Titel Himmelsgedanken erschienen, dem Drama Babel und Bibel, den Briefen über Kunst sind hier Materialien aus dem Nachlass gesammelt, wie Dramenentwürfe, frühe Lyrik und Tagebuchaufzeichnungen von Karl Mays Orientreise.
Ursprünglicher Inhalt:
1. Himmelsgedanken
2. Babel und Bibel
3. Der Dichter über sein Werk (zu Babel und Bibel)
4. Wege zum Gipfel (Fragmente)
5. Betrachtung und Besinnung (Briefe über Kunst)
6. Erwachender Tag (Frühe Gedichte)
7. Von Allah zu Apollon (Reisetagebuch 1900)
8. Mahnung und Trost (Sinnsprüche)
9. Licht und Schatten (Gedichte)

1998 erfuhr dieser Band eine Revision. Viele Texte wurden in den Alterswerk-Band 81 „Abdahn Effendi“, das Reisetagebuch in den Weltreisen-Band 82 „In fernen Zonen“ überführt, und es sind nun sämtliche Gedichte der Himmelsgedanken enthalten.
1. Himmelsgedanken
2. Babel und Bibel
3. Der Dichter über sein Werk
4. Des Buches Seele (Gedicht)
5. Weihnachtsabend (Gedicht in mehreren Varianten)

## In Mekka
| Bd. 50 | 1923 | Fortsetzung von Am Jenseits | von Franz Kandolf |

Dieser Roman wurde von Franz Kandolf, einem Mitarbeiter des Karl-May-Verlags, geschrieben und setzt die Handlung von Band 25 fort. Im Stile von Mays abenteuerlichen Reiseerzählungen wird erzählt, wie Kara Ben Nemsi und Hadschi Halef Omar doch noch nach Mekka gelangen und mit dem schurkischen Ghani abrechnen.

## Schloss Rodriganda
| Bd. 51 | 1924 | Waldröschen |  |

- Verfilmung: Der Schatz der Azteken (1965), Regie: Robert Siodmak

In diesem und in den vier folgenden Bänden befindet sich die aus den 1920er Jahren stammende Bearbeitung von Karl Mays erstem großen Kolportageroman Das Waldröschen. Dieser erste Münchmeyer-Roman zeichnet sich zwar durch eine sehr spannende und dramatische Handlung aus, der Text hat aber – wohl wegen des Zeitdrucks, in dem er verfasst wurde – erhebliche literarische Mängel. Außerdem behauptete Karl May später, bereits der Erstdruck sei durch Einschübe und Veränderungen von dritter Seite entstellt gewesen. Der Text musste daher vor der Veröffentlichung grundlegend überarbeitet werden. Die Handlung wird nun – anders als im Original – möglichst chronologisch erzählt. Für das Verständnis der Haupthandlung unwichtige Handlungsstränge wurden entfernt (nun teilweise in Band 77 Die Kinder des Herzogs veröffentlicht) und z. B. unnötig ausschweifende Dialoge wurden gekürzt. Durch zwei neu geschriebene Episoden wurde sogar die von May vorgegebene Handlung etwas verändert.
Der Roman spielt meist in Mexiko, Deutschland und Spanien vor historischem Hintergrund: In Mexiko wütet der Bürgerkrieg zwischen dem rechtmäßigen Präsidenten Juarez und der französischen Besatzungsarmee, in Deutschland zeichnet sich nach dem 1866er Krieg der Konflikt zwischen Preußen und Frankreich ab.
Erzählt wird die Geschichte der Grafen Rodriganda, die – Manuel in Spanien, sein Bruder Fernando in Mexiko – ahnungslos von durchtriebenen Schurken umgeben sind. In das Geschehen greift der deutsche Arzt Karl Sternau ein.
1. Von den Komantschen verfolgt
2. Die Hacienda del Eriña
3. Der Schatz der Mixtekas
4. Am Teich der Krokodile
5. Der Schwarze Hirsch
6. Pablo Cortejo
7. Eine Schurkentat
8. Der falsche Erbe
9. Doktor Sternau
10. Gasparino Cortejo
11. Was der Bettler erzählt
12. Ein missglückter Anschlag
13. Alfred de Lautreville
14. Neue Schlingen
15. ‚Pohon Upas!‘
16. Die Zigeuner
17. Im Gefängnis
18. Am Leuchtturm von Mont St. Michel

## Die Pyramide des Sonnengottes
| Bd. 52 | 1924 | Waldröschen | früher: Vom Rhein zur Mapimi |

- Verfilmung: Die Pyramide des Sonnengottes (1965), Regie: Robert Siodmak

Dieses Buch knüpft unmittelbar an Schloss Rodriganda an. Anfangs spielt es in Deutschland. Hauptschauplatz ist dann die wilde Mapimí, eine Wüste im Nordosten Mexikos. Im Mittelpunkt der dramatischen Handlung steht eine alte, geheimnisvolle Pyramide.
1. Der alte Rodenstein
2. Weihnachten in der Heimat
3. Im Kielwasser des Piraten
4. Von Vera Cruz nach Mexiko
5. Der ‚Herr des Felsens‘
6. Juarez
7. Der Kapitän der Lanzenreiter
8. Ein doppelter Zweikampf
9. Ein Ehrengericht
10. Raub
11. In der Pyramide
12. Auf der Verfolgung
13. Bärenherz und Büffelstirn
14. Kundschafter
15. Der Übermacht entwischt
16. Verschollen
17. Der ‚Panther des Südens‘

## Benito Juarez
| Bd. 53 | 1924 | Waldröschen |  |

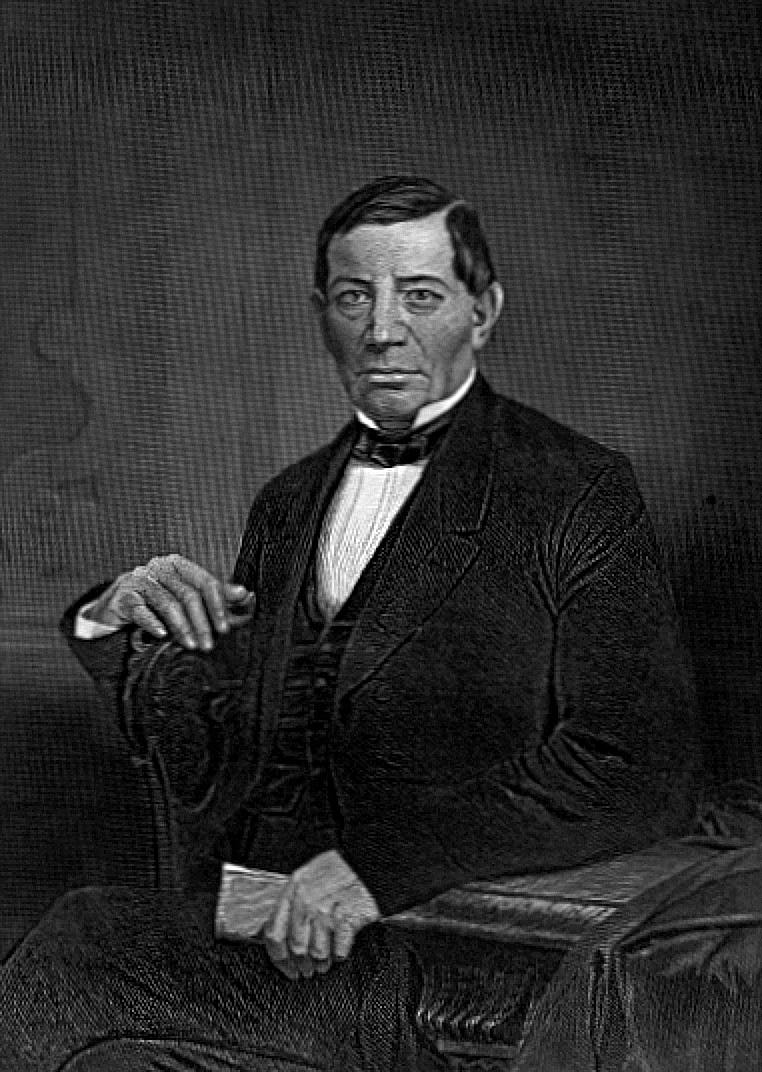
Präsident Benito Juárez

Zwei geschichtliche Gegenspieler prägen die Ereignisse dieses Bandes: Benito Juárez, der Präsident und Neubegründer von Mexiko, und Kaiser Maximilian von Mexiko, der Bruder des Kaisers von Österreich.
Eng verwoben mit diesen historischen Gestalten sind die Helden aus der Phantasiewelt Karl Mays.
1. In Harar
2. Als Sklavin verkauft
3. Kapitän Wagner
4. Der geprellte Sultan
5. Die Insel im Ozean
6. Der ‚Schwarze Gerard‘
7. Der Gewehrkolben
8. Ein gefährdeter Thron
9. Matava-se kehrt zurück
10. Degen und Tomahawk
11. Nach der Indianerschlacht
12. An der Pforte des Todes
13. Die Einnahme der Hacienda
14. Eine Hiobsbotschaft
15. Der Erlass vom 3. Oktober
16. Ein Gewaltritt
17. Die Eroberung Chihuahuas
18. Der versteckte Brief

## Trapper Geierschnabel
| Bd. 54 | 1925 | Waldröschen |  |

Humorvoll beschreibt May seinen Titelhelden, einen urwüchsigen Gesellen. Trapper Geierschnabel ist einer der bekanntesten Pfadfinder und Fallensteller der Union. Sein bürgerlicher Name ist William Saunders. Den Trappernamen hat er von den Indianern wegen seiner außergewöhnlich großen Nase erhalten.
Im Zusammenhang mit dem Schicksal der Rodrigandas und den Kämpfen von Präsident Benito Juárez sind weitere Abenteuer zu bestehen.
1. Ein seltsamer Lord
2. Ein Wiedersehen am Rio Grande
3. Das Zeichen der Mixtekas
4. Der Jäger Grandeprise
5. Doktor Hilario
6. Überlistet
7. Eine Wette
8. Der bürgerliche Leutnant
9. Politische Sendlinge
10. Zwei Forderungen
11. „Seine Majestät der König!“
12. Auge in Auge
13. Das Geheimnis der Schwarzwälder Uhr
14. Der harmlose Wilddieb
15. Maskenscherz in Mainz
16. Schelmenstreiche in der Eisenbahn
17. Wie Geierschnabel zu Bismarck kam

## Der sterbende Kaiser
| Bd. 55 | 1925 | Waldröschen |  |

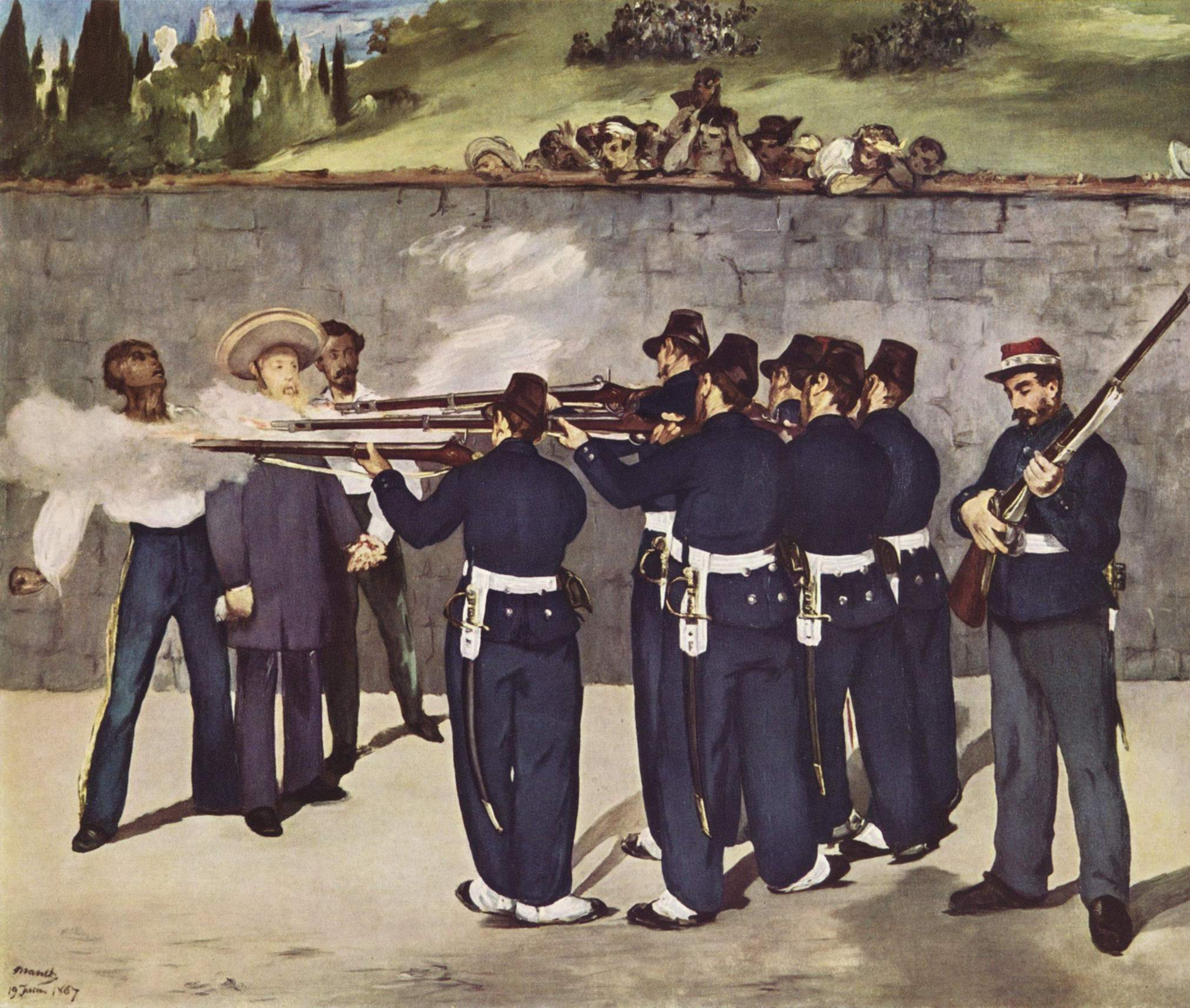
Édouard Manet: Erschießung Kaiser Maximilians von Mexiko

In diesem Buch wird der Untergang Kaiser Maximilians von Mexiko beschrieben, der nicht ohne eigene Schuld die bitteren Konsequenzen seiner Politik erdulden muss.
Am Ende lösen sich auch alle Handlungsfäden, die in Schloss Rodriganda geknüpft wurden. Die Verbrecher sind entweder tot oder sitzen bis an ihr Lebensende im Gefängnis; die Helden des Romans genießen die Früchte ihres Sieges.
1. Von Barcelona nach Vera Cruz
2. In Verkleidung
3. Der leere Sarg
4. Ein grausiges Erlebnis
5. Ein Trapperstreich
6. Im Kloster della Barbara
7. Französische Willkür
8. Pirnero am Ziel
9. Auf der Suche
10. Dem Kerker entronnen
11. In Zacatecas
12. Der verhängnisvolle Entschluss
13. Ein gescheiterter Anschlag
14. An der ‚Teufelsquelle‘
15. Die Belagerung von Queretaro
16. Gerichtet
17. Der neunzehnte Juni
18. Ausklang

## Der Weg nach Waterloo
| Bd. 56 | 1930 | Die Liebe des Ulanen | sollte ursprünglich Marschall Vorwärts heißen |

In der vier-bändigen KM-Verlags-Fassung des Kolportageromans Die Liebe des Ulanen geht es um das Schicksal der preußischen Familie von Greifenklau (in der Originalfassung Königsau), um deutsch-französische Händel, aber auch um vielerlei Liebesbeziehungen in der Zeit von 1814 bis 1871. Nebenschauplatz des hauptsächlich in Mitteleuropa spielenden Romans ist Nordafrika. Zu den Protagonisten gehören auch historische Personen wie Napoleon I. und Marschall Blücher.
In diesem ersten Band werden die Erlebnisse des preußischen Oberleutnants Hugo von Greifenklau im französischen Feindesland zur napoleonischen Zeit geschildert. Durch seine Heirat mit einer französischen Adligen macht er sich gefährliche Feinde.

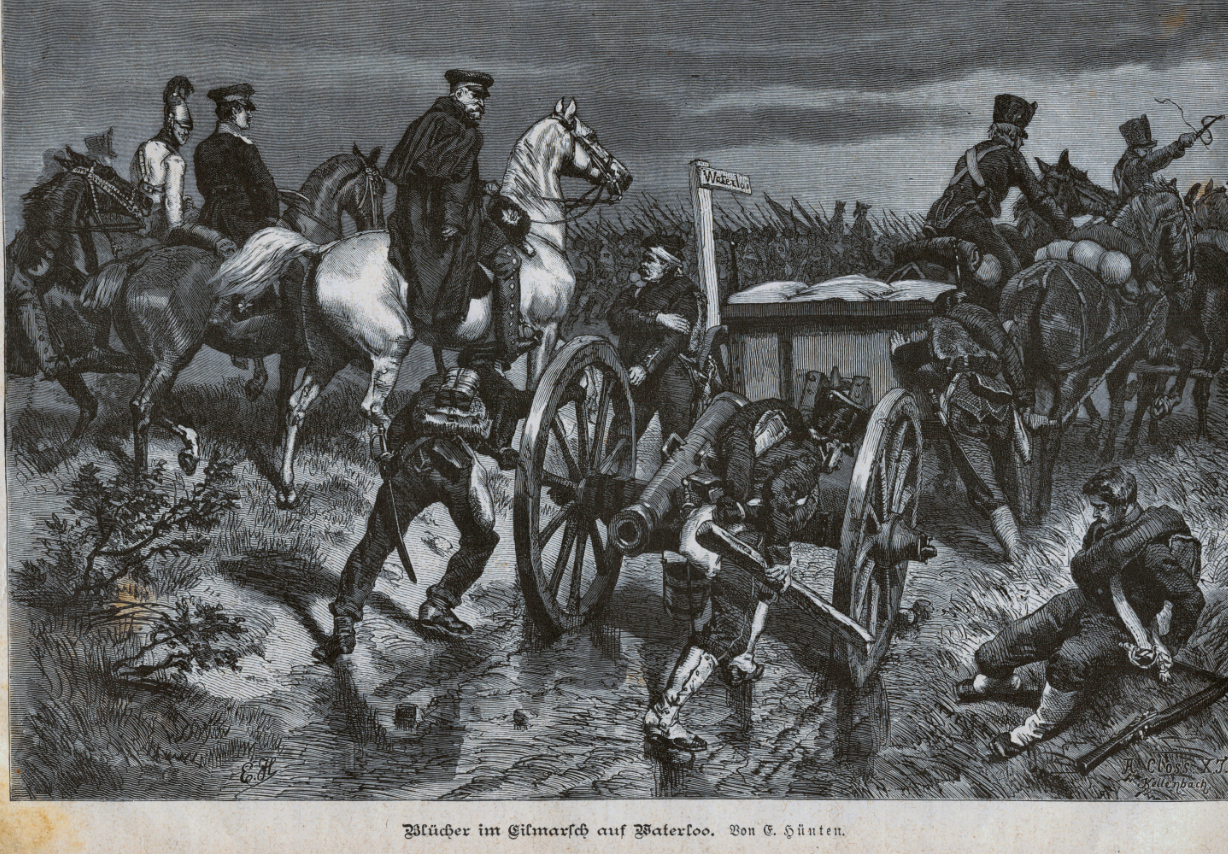
Blücher auf dem Marsch nach Waterloo

1. Der Kapitän der Kaisergarde
2. Die Familie Richemonte
3. Pharao und Biribi
4. Ein fürstlicher Brautwerber
5. Zwei dunkle Ehrenmänner
6. Ein mißglückter Anschlag
7. Beim alten Blücher
8. Margots Entführung
9. „Marschall Vorwärts“
10. Die Rückkehr des Verbannten
11. Die geraubte Kriegskasse
12. Räuber im Argonner Wald
13. Napoleon Bonaparte
14. Der Überfall
15. Der Dank eines Kaisers
16. Napoleons letzte Liebe
17. Eine seltsame Haussuchung
18. Die Flucht
19. Der Teufel des Goldes
20. Nach der Schlacht bei Waterloo
21. Blüchers letzte Freude

## Das Geheimnis des Marabut
| Bd. 57 | 1930 | Die Liebe des Ulanen |  |

In Algerien und dann später in Paris wirken dunkle Geschehnisse auf die Geschicke der Familie Greifenklau. Die Familie verarmt, und Gebhard, der Sohn von Hugo, verschwindet spurlos bei dem Versuch, einen im Jahr 1815 von einer preußischen Truppe in Frankreich versteckten Geldschatz zu finden. Zwanzig Jahre später ermittelt dessen Sohn Richard getarnt als Hauslehrer bei französischen Feinden Deutschlands und hofft, dabei auch das Schicksal seines Vaters aufzuklären.
1. Die Stimme des Herzens
2. Das Auge der Franzosen
3. Panthergebrüll
4. Im Duar der Beni Aïssa
5. Der sterbende Marabut
6. Der Erbe
7. Ein Wiedersehen in der Sahara
8. Der Günstling des Kaisers
9. Teuflische Ränke
10. Der Wolf im Schafspelz
11. Verbrecher unter sich
12. Ein Blitz aus heiterem Himmel
13. Die Tochter des Schäfers
14. Auf der Suche nach der Kriegskasse
15. Ein deutscher Kundschafter
16. Ein Schiffbruch auf der Mosel
17. Der neue Hauslehrer
18. Seltsame Wege
19. Das Turmgespenst
20. Abu Hassan. der Zauberer

## Der Spion von Ortry
| Bd. 58 | 1930 | Die Liebe des Ulanen |  |

Das Geschehen pendelt zwischen Frankreich und Deutschland hin und her. Etliche Szenen spielen in den weitläufigen unterirdischen Gewölben und Geheimgängen von Schloss Ortry. Langsam erhellt sich das Dunkel der Vergangenheit.
1. Ich ging im Wald so für mich hin
2. Schach dem König!
3. Die Seiltänzerin
4. Im dunkelsten Paris
5. Die Enkelin des Generals
6. Ein wichtiger Fund
7. Dietrich und Brecheisen
8. Verspielt, Vater Heimlich!
9. In Tharandts „Heiligen Hallen“
10. Hieronymus Aurelius Schneffke
11. Der alte Sonderling
12. Verschlungene Fäden
13. In der Schenke von Thionville
14. Die Schatten der Vergangenheit
15. Auf unterirdischer Fährte
16. Eine Tat aus der Hölle
17. Satan hilft den Seinen
18. Man legt eine Gegenmine
19. In der Pulvermühle
20. Das Geheimnis des Pastellbildes
21. Eine Brautwerbung mit Hindernissen

## Die Herren von Greifenklau
| Bd. 59 | 1930 | Die Liebe des Ulanen |  |

In diesem letzten Band des Romans um die Familie Greifenklau spielt die Handlung vor dem Hintergrund des Deutsch-Französischen Krieges in Paris, Algier und schließlich vor den Toren von Sedan. Am Ende lösen sich alle verzweigten Handlungsfäden der Tetralogie auf. Die durch Verbrechen und Intrigen getrennten Familien sind wieder vereint, und ein halbes Dutzend deutsch-französischer Paare steht vor der Hochzeit.
1. Enthüllungen
2. Auf Schleichwegen
3. O weh, ein Irrtum!
4. Ein Besuch in der Dschehenna
5. In die Falle gegangen
6. Blinder Eifer
7. Durchkreuzte Pläne
8. Wiedergefunden
9. Im „Mittelpunkt der Unterwelt“
10. Die Vergangenheit wird lebendig
11. Eine Stunde des höchsten Glücks
12. Vater und Sohn
13. In Algier
14. Der Löwenzahn
15. Die „Forstgehilfen“
16. Der Zusammenbruch
17. Ein Husarenstreich
18. Rallions Ende
19. Feldwebel Pudding
20. In der Werkstatt der Geschichte
21. Die letzte Abrechnung

## Allah il Allah!
| Bd. 60 | 1931 | Deutsche Herzen – Deutsche Helden |  |

Der Karl-May-Verlag versuchte hier eine Lücke in der Handlung des Bandes 1 (Durch die Wüste) zu schließen.
Erzählt wird die gefahrvolle Reise Kara Ben Nemsis und Hadschi Halef Omars durch die Wüste von Tunesien aus über Tripolis bis nach Ägypten. Dafür wurde durch den Verlag ein Teil des Kolportageromans Deutsche Herzen, Deutsche Helden verwendet, der im Orient spielt und für den Ablauf und das Verständnis der Haupthandlung (erzählt in den drei folgenden Bänden) nicht notwendig erschien (Die Königin der Wüste). Dieser wurde in eine neu geschriebene Rahmenhandlung eingefügt und stark bearbeitet. Neben den erforderlichen Veränderungen im Handlungsablauf wurde auch ein Teil der handelnden Personen umbenannt oder neu eingefügt. Der Protagonist Oskar Steinbach wurde zum Ich-Erzähler Kara Ben Nemsi und dessen Diener und Beschützer Hadschi Halef Omar in die Handlung und die Dialoge aufgenommen. Ein englischer Ägyptenreisender wurde in Sir David Lindsay umbenannt.
1. Krüger-Bei
2. Die Khanum der Beni Sallah
3. Der Scheik der Beni Abbas
4. Ein Faustkampf und ein Wettschießen
5. Im „Bett der Steine“
6. Der Kampf um die Oase
7. Scheik Tarik bewährt sich
8. Das Grab am See el Chiyam

## Der Derwisch
| Bd. 61 | 1933 | Deutsche Herzen – Deutsche Helden |  |

Auch die Haupthandlung des Romans Deutsche Herzen, Deutsche Helden wurde vom KM-Verlag tiefgreifend bearbeitet. Dabei wurde auch ein Teil der handelnden Personen umbenannt: Der Apachenhäuptling heißt nun Winnetou, als heldenhafte Westmänner treten Old Firehand, Sam Hawkens, Will Parker, Dick Stone und als spleeniger englischer Lord Sir David Lindsay auf.
Der nun dreibändige Roman schildert das Schicksal der deutschen Familie Adlerhorst, deren Mitglieder durch die Ränke von Verbrechern in der ganzen Welt zerstreut und versklavt wurden. Der erste Band spielt anfangs in Istanbul und in Tunis, wo einige entführte Frauen aus ihrer Gefangenschaft im Harem befreit werden können. Aber auch in Nordamerika geraten Mitglieder und Freunde der Familie Adlerhorst in die Fänge der skrupellosen Verbrecher.

## Im Tal des Todes
| Bd. 62 | 1934 | Deutsche Herzen – Deutsche Helden |  |

Der zweite Teil dieses dreibändigen Romans spielt im Wilden Westen, wo auf der Suche nach den Verschollenen viele gefährliche Abenteuer zu bestehen sind. Im Tal des Todes, einem Ort des Grauens, laufen schließlich die Schicksalsfäden derer zusammen, von denen im ersten Band die Rede war.

## Zobeljäger und Kosak
| Bd. 63 | 1934 | Deutsche Herzen – Deutsche Helden |  |

Die Spur der noch nicht gefassten Verbrecher und die des letzten verschollenen Mitglieds der Familie Adlerhorst führen nach Russland.
Die lange Suche endet unter Verbannten in Sibirien. Bis zum guten Ende sind noch viele erregende und teilweise humorvolle Abenteuer zu bestehen.

## Das Buschgespenst
| Bd. 64 | 1935 | Der verlorne Sohn |  |

In diesem und dem folgenden Band wurden Handlungsstränge aus dem fünfbändigen Kolportageroman Der verlorene Sohn zu eigenständigen Erzählungen umgearbeitet.
Eine Schmugglerbande an der Grenze nach Böhmen nutzt die soziale Notlage der sächsischen Landbevölkerung skrupellos aus, bis der Detektiv Franz Arndt eine atemberaubende Jagd auf das Buschgespenst und seine Kumpane beginnt. Die Handlung wurde im Wesentlichen dem Band 2 Die Sclaven der Arbeit entnommen.

## Der Fremde aus Indien
| Bd. 65 | 1939 | Der verlorne Sohn |  |

Der Fremde aus Indien ist eine geheimnisumwobene Gestalt, die eines Tages in der alten Hauptstadt auftaucht. Er wird zum Widersacher des unheimlichen Hauptmanns, dem zahlreiche Verbrechen anzulasten sind. Allmählich klären sich weit zurückliegende Ereignisse zugunsten eines unschuldig Bestraften auf. Die Handlung wurde im Wesentlichen den Bänden 1 Die Sclaven der Armut und 5 Die Sclaven der Ehre entnommen.
Weitere Teile des Gesamtromans wurden in den Bänden 74 bis 76 veröffentlicht.

## Der Peitschenmüller
| Bd. 66 | 1958 | Der Weg zum Glück |  |

Die vielen Handlungsstränge von Karl Mays Kolportageroman Der Weg zum Glück wurden vom Karl-May-Verlag so bearbeitet, dass sich jeweils abgeschlossene Romane bzw. Erzählungen ergaben, die dann in sechs verschiedenen Bänden veröffentlicht wurden. Die Handlung spielt meist in den bayerischen Bergen. Neben dem kauzigen Wurzelsepp tritt auch der Märchenkönig Ludwig II. auf.
Gegenstand der hier veröffentlichten Geschichte (veröffentlicht in diesem und dem folgenden Band) sind Liebe und Hass, Jagd auf einen Wilderer und Rettung aus Bergnot.
König Ludwig sorgt dafür, dass die arme, aber talentierte Sennerin Murenleni eine fundierte Gesangsausbildung erhält.
Der tyrannische Peitschenmüller bekommt seine Grenzen aufgezeigt. Am Ende muss er sogar fürchten, dass seine lange zurückliegenden Verbrechen aufgedeckt werden.

## Der Silberbauer
| Bd. 67 | 1959 | Der Weg zum Glück |  |

Die dunkle Vergangenheit des Peitschenmüllers wirft ihren Schatten auf den hochmütigen Silberbauern, den Komplizen seiner Untaten. Für die Klärung der Fragen und die Sühne der Verbrechen sorgt der Wurzelsepp mit seinen Verbündeten.

## Der Wurzelsepp
| Bd. 68 | 1960 | Der Weg zum Glück |  |

Hier wurden die Kapitel 8 und 9 des Romans zu zwei eigenständigen Erzählungen umgearbeitet.
1. Der Geldprotz – eine Schmugglergeschichte an der böhmischen Grenze
2. Der Samiel – ein skrupelloser Räuber findet im schlauen Sepp seinen Meister

## Ritter und Rebellen
| Bd. 69 | 1960 | Der beiden Quitzows letzte Fahrten |  |

1. Suteminn, der Einsame
2. Der Falkenmeister
3. Wildwasser

Der Karl-May-Verlag bearbeitete hier Karl Mays ersten Roman Der beiden Quitzows letzte Fahrten und zerteilte ihn in drei abgeschlossene Erzählungen.
Diese spielen im Mittelalter und berichten von der Befriedung der Mark Brandenburg durch Burggraf Friedrich von Nürnberg. Sein großer Widersacher ist der zwielichtige Raubritter Dietrich von Quitzow.

## Der Waldläufer
| Bd. 70 | 1959 | Le Coureur de Bois |  |

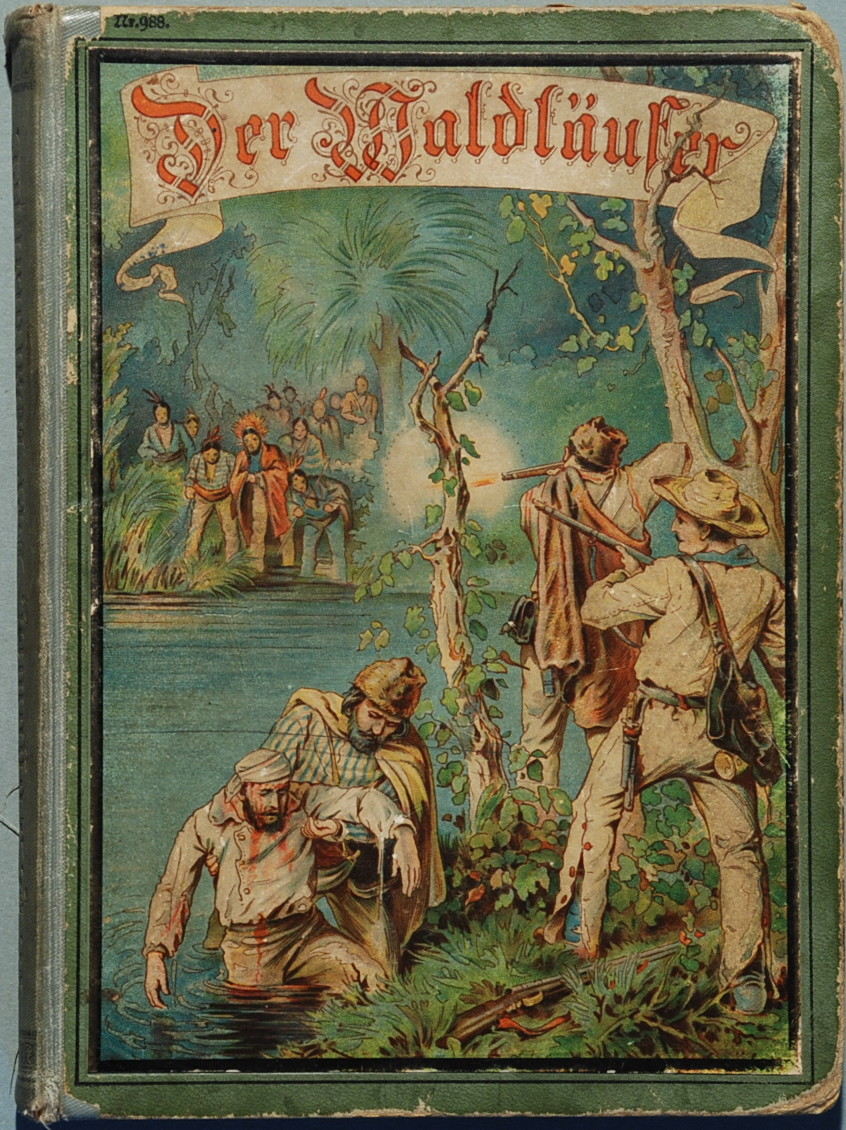
Titelbild einer frühen deutschen Ausgabe von “Le Coureur de Bois” mit einem Aquarell von Wilhelm Schäfer

Im Jahr 1879 bearbeitete Karl May Gabriel Ferrys unter Waldläufern, Komantschen und Apatschen spielenden Roman Le Coureur de Bois „für die Jugend“. Die darin enthaltenen Handlungsstränge und Episoden dienten ihm dann als Vorlagen für viele seiner später verfassten Romane und Reiseerzählungen. Berühmt gewordene Figuren treten hier in ihrer ursprünglichen Gestalt auf. So gilt der Komantsche Falkenauge als Vorbild für Winnetou.
1. Einleitung
2. Die Bonanza
3. Der letzte Mediana
4. Die Insel im Rio Gilo
5. Das Lager
6. Im Goldthale
7. Falkenauge
8. Ein Savannengericht
9. Die Belagerung
10. Die Verfolgung
11. Schluss

## Old Firehand
| Bd. 71 | 1967 | frühe Texte |  |

Dieser Band enthält verschiedene frühe Texte Karl Mays in der Rohfassung, bei der er die Charaktere erstmals vorstellt. Sie bildeten die Keimzellen für die später geschriebenen Reiseerzählungen. Figuren wie Winnetou, Old Firehand oder Sam Hawkens treten in ihrer ursprünglichen Form auf. In der Erzählung Inn-nu-woh, der Indianerhäuptling heißt Winnetou noch Inn-nu-wuh und ist ein Sioux-Häuptling.
1. Inn-nu-woh, der Indianerhäuptling
2. Old Firehand
3. Die Rose von Kahira
4. Ein Wüstenraub
5. Die Both Shatters
6. Die Gum
7. Aqua benedetta
8. Ein Selfmademan
9. Der Afrikaander
10. Die Rache des Ehri
11. Ibn el 'amm
12. Sklavenrache
13. Maghreb-el-aksa
14. Die beiden Kulledschi

Die meisten Erzählungen stammen aus der Zeitschrift Frohe Stunden.

## Schacht und Hütte
| Bd. 72 | 1968 | Sammelband |  |

Dieser Sammelband mit Aufsätzen und Geschichten aus Karl Mays Anfangszeit enthält folgende Texte:
1. Das Gewissen
2. Wanda
3. Die Fastnachtsnarren
4. Weltall – Erde – Mensch
5. Schätze und Schatzgräber
6. Mit Dampf um den Erdball
7. Verteidigung eines Vielverkannten
8. Bete und arbeite!
9. Die Helden des Dampfes
10. Ein königlicher Proletarier

Titelblatt der Zeitschrift von 1876, Verlag H. G. Münchmeyer

11. Des Menschen Wille ist sein Himmelreich
12. Ehrlich währt am längsten
13. Gedenke des Todes!
14. Über Freundschaft
15. Herbstgedanken
16. Haus- und Familienreden 1
17. Haus- und Familienreden 2
18. Ein Lichtspender
19. Mit dem Dampfross
20. Ein jetzt Vielgenannter
21. Der Kanal von Suez
22. Geographische Predigten

Es handelt sich dabei zumeist um Frühwerke, die in von May selbst redaktionell betreuten Zeitschriften (Der Beobachter an der Elbe, Schacht und Hütte und Deutsches Familienblatt) erschienen sind.
Frühere Ausgaben enthielten noch die zeitweilig May zugeordneten Erzählungen Fundgrube „Vater Abraham“ (tatsächlich von August Peters) und Ein Fang. Der Text Die Liebe nach ihrer Geschichte, ein Auszug aus Das Buch der Liebe, wurde nach dessen Aufnahme in die Gesammelten Werke (Band 87) ebenfalls entfernt.

## Der Habicht
| Bd. 73 | 1967 | Der Weg zum Glück |  |

Auch in diesem Band wird eine aus dem Kolportageroman Der Weg zum Glück herausgelöste Episode als Einzelerzählung veröffentlicht.
Wie ein Habicht drohend über Schloss Steinegg kreisend, lauert der habsüchtige Baron Alberg über dem Erbe seiner Stieftochter, der jungen Schlossherrin Hilda. Aber auch in dieser bayerischen Geschichte treten der Wurzelsepp und König Ludwig II. auf und wenden alles zum Guten.

## Der verlorene Sohn
| Bd. 74 | 1985 | Der verlorne Sohn |  |

Bearbeitung eines Handlungsstrangs von Karl Mays gleichnamigem Kolportageroman (im Wesentlichen entnommen aus Die Sclaven des Goldes):
Ein dem Spiel ergebener Leutnant, auf dessen Gewissen eine alte Schuld lastet, verstrickt sich immer mehr in ein Netz von Verbrechen. Detektiv Franz Arndt, aus dem „Buschgespenst“ dem Leser gut bekannt, nimmt sich der Sache an und bemüht sich erfolgreich um die Rehabilitierung Unschuldiger. Der Leutnant (hier Der verlorene Sohn) begeht am Ende Selbstmord, die unschuldig verfolgte Familie wird großzügig entschädigt.

## Sklaven der Schande
| Bd. 75 | 1993 | Der verlorne Sohn |  |

Dieser Band enthält einen Teil des Kolportageromans Der verlorne Sohn (im Wesentlichen entnommen dem zweiten und dritten Kapitel von Die Sclaven der Schande und dem ersten von Die Sclaven des Goldes).
In dieser Kriminalgeschichte, die im Königreich Sachsen spielt, beschreibt May auch das dort um 1870 herrschende soziale Elend, hier insbesondere die Ausbeutung armer und naiver junger Mädchen und Frauen.

## Der Eremit
| Bd. 76 | 1994 | Der verlorne Sohn |  |

Dieser Band enthält weitere Teile des Kolportageromans Der verlorne Sohn. Der Roman spielt in den 1860er Jahren und zeigt Karl May als Beobachter und Kritiker sozialer Missstände seiner Zeit.
1. Der Eremit
Erbschleicher wollen sich mit Hilfe eines gesuchten Verbrechers und des reichen „Eremiten“ in den Besitz der Baronie Helfenstein bringen. Dies kann verhindert werden, und ein armer Musikant wird Erbe eines großen Vermögens (im Wesentlichen entnommen aus dem dritten Kapitel von Die Sclaven der Ehre).
2. Gefangene der Not
Erzählt wird die Episode um den Schreiber Beyer und dessen Tochter aus Die Sclaven der Arbeit. In der Bearbeitung des KM-Verlags kommt es zu einem versöhnlichen Ende.
3. Anhang:
Die Münchmeyer-Romane (Dr. E. A. Schmid, 1919)
Der verlorene Sohn (Otto Eicke, 1936)

## Die Kinder des Herzogs
| Bd. 77 | 1995 | Waldröschen |  |

Hier handelt es sich um einen Teil des Kolportageromans Das Waldröschen. Es wurde ein Großteil der Handlungsstränge, die bei der Bearbeitung des Romans in den 1920er Jahren nicht in die Bände 51–55 aufgenommen wurden, zu einer weiteren Erzählung zusammengefasst.
Diese berichtet am Anfang vom Beginn der Fehde der Brüder Cortejo gegen die Grafen von Rodriganda. Später steht der Held Karl Sternau im Mittelpunkt der Abenteuer. Orte der Handlung sind Spanien, Frankreich und Deutschland.
1. Zwei deutsche Erzieher
2. Eine ‚Eroberung‘
3. Die neue Gouvernante
4. Der „Zaubertrank“
5. Anita Valdez
6. Rivalen
7. Begegnung in Madrid
8. Eine Tragödie
9. Das Mädchen aus der Seine
10. Der falsche Graf
11. Zugunglück am Rhein
12. Jagdabenteuer
13. Doktor Karl Sternau
14. Späte Reue
15. Offenbarungen
16. Versöhnung
17. Ausgespielt!

## Das Rätsel von Miramare
| Bd. 78 | 1996 | Der Weg zum Glück und Deutsche Herzen – Deutsche Helden |  |

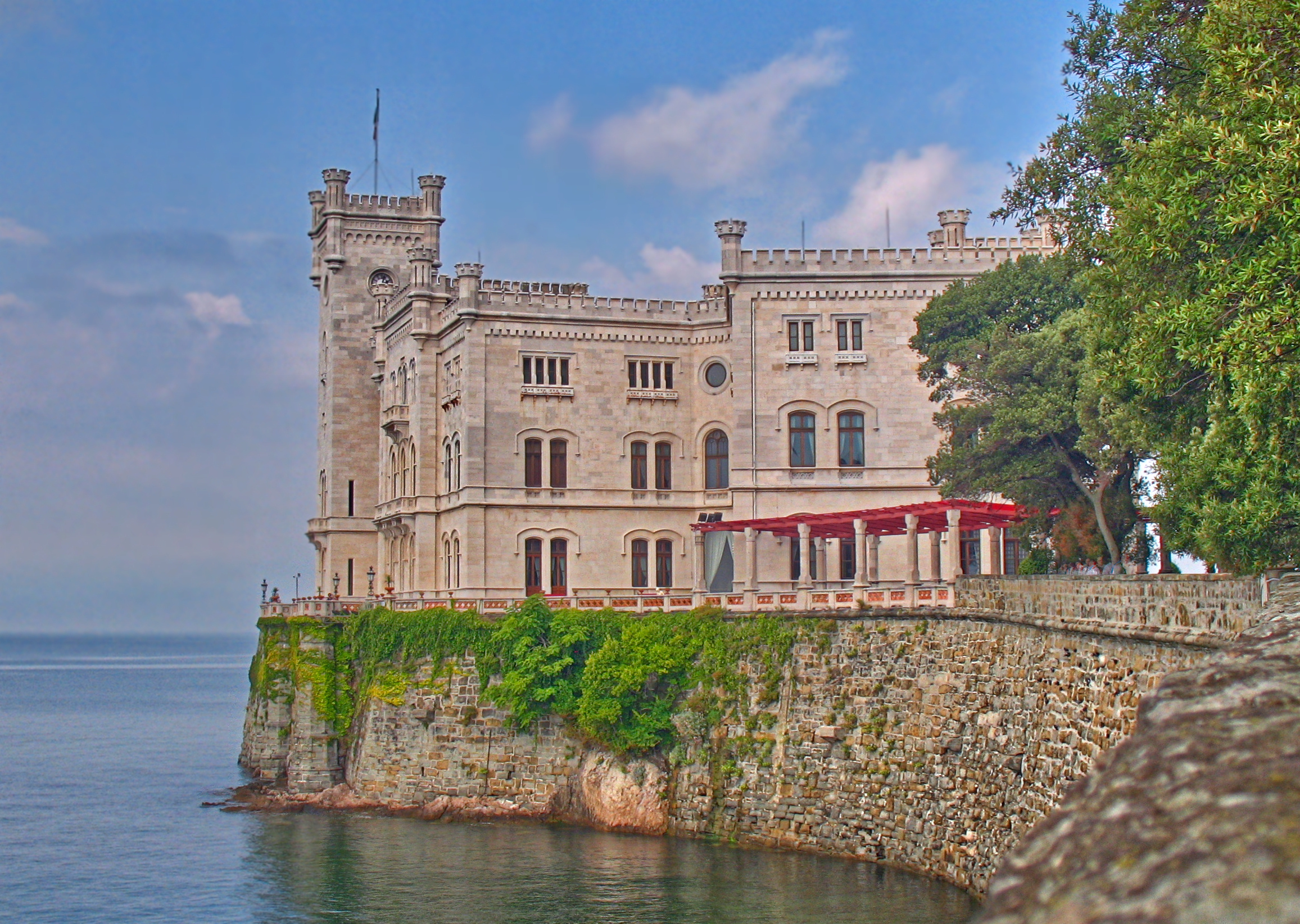
Schloss Miramare

Dieser Band enthält die Erzählungen:
1. Das Rätsel von Miramare
2. In den Gewölben von Schloss Grafenreuth

Sie wurden aus den ursprünglichen Kolportageromanen ausgegliedert und bearbeitet.
Die Titelgeschichte aus Der Weg zum Glück erzählt vom Wurzelsepp und dem bayerischen Märchenkönig Ludwig II. Die Spuren einer Mädchenhändlerbande führen die Helden bis nach Triest an die Adriaküste.
Im zweiten Teil wird das Schicksal der Familie Adlerhorst in Deutschland so zu Ende erzählt, wie es von Karl May in Deutsche Herzen – Deutsche Helden dargestellt wurde – das Ende in „Zobeljäger und Kosak“ ist eine Erfindung der Bearbeiter des Karl-May-Verlags.

## Old Shatterhand in der Heimat
| Bd. 79 | 1997 | Biografische Schriften |  |

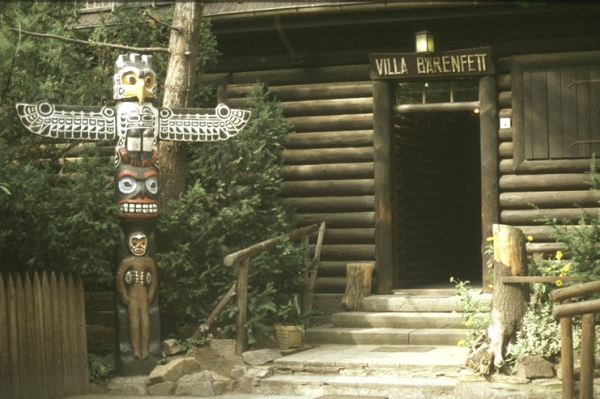
Villa Bärenfett

Dieser Sammelband enthält eine Vielzahl von Aufsätzen und kurzen Erzählungen, wie zum Beispiel:
1. In der Heimath
2. Offene Briefe eines Gefangenen
3. Hinter den Mauern
4. Ange et Diable
5. Repertorium C. May
6. Ziege oder Bock
7. Otto-Victor-Fragment
8. Ein wohlgemeintes Wort
9. Sklaven des Ehrgeizes
10. Ein Präriebrand
11. „Villa Bärenfett“
12. Wasserrast auf dem Marsche
13. „Löffel begraben“
14. Präriebrand in Texas
15. Das Straußenreiten der Somal
16. Zum erstenmal an Bord
17. Der Schlangenmensch
18. Eine Seehundsjagd
19. Die Todeskaravane
20. Freuden und Leiden eines Vielgelesenen

## Auf der See gefangen
| Bd. 80 | 1998 | Sammelband | Frühe Winnetou-Erzählungen |

In der Titelerzählung wird Prinz Max von Schönberg-Wildauen beschuldigt, einen Berliner Juwelier ermordet zu haben. Um dem Gefängnis zu entgehen, flieht er nach Amerika und wird dort Kapitän und ein bekannter Piratenjäger. Der Bruder seiner Verlobten glaubt an die Unschuld des Prinzen und macht sich auf die Suche nach den wahren Schuldigen. In Amerika findet er Unterstützung von berühmten Westmännern und Winnetou. Sie jagen den Schwarzen Kapitän durch die Prärie und nehmen ihn schließlich auf hoher See gefangen.
1. Auf der See gefangen (Lief teilweise unter dem Titel Auf hoher See gefangen, Roman von 1877/78)
2. Winnetou (Bearbeitung der Erzählung von 1875 Inn-nu-woh, der Indianerhäuptling,  1878)
3. Ein Oelbrand (Jugenderzählung von 1882/83)
4. Aufsatz von Ekkehard Bartsch: „Karl Mays Winnetou – Die Entwicklung einer literarischen Gestalt“

## Abdahn Effendi
| Bd. 81 | 2000 | Sammelband |  |

Der Band enthält späte Orienterzählungen, Poetisches, Aufsätze und andere Schriften.
Abdahn Effendi ist ein Schmuggler an der persisch-türkischen Grenze. Dort betreibt er, unterstützt von türkischen Grenzwächtern, sein verbrecherisches Geschäft und drangsaliert Ben Adl, den Sohn des abgesetzten persischen Grenzkommandanten, und seine Frau, die Tochter des ebenfalls abgesetzten türkischen Grenzkommandanten. Kara Ben Nemsi und Halef klären die Verbrechen auf und rehabilitieren die früheren Grenzkommandanten.
1. Abdahn Effendi (Reiseerzählung)
2. Merhameh (Reiseerzählung)
3. Schamah (Reiseerzählung)
4. Eine Weihnachtsfeier in Damaskus (Reiseerzählung, urspr. Titel: Bei den Aussätzigen)
5. Der Zauberteppich (Gleichnis für Zieger)
6. Eine Pilgerreise in das Morgenland (Gedichte)
7. Reise nach Egypten  (Reisebeschreibung)
8. Gleichnis von den Zeitun-Beduinen
9. Babel und Bibel (Erstfassung des 2. Aktes und Skizzen)
10. Wege zum Gipfel – Dramatische Bruchstücke
11. An alle meine lieben Gratulanten (Geburtstagsdanksagungen)
12. Briefe über Kunst
13. Mein Glaubensbekenntnis
14. Theater (Aufsatz)
15. Sûr le Rapprochement Franco-Allemand (Aufsatz)
16. Sitara, das Land der Menschheitsseele (Vortrag)

In den Erzählungen (Nr. 1–4) verarbeitet May die Eindrücke seiner Orient-Reise von 1899/1900, bei der er einen ganz neuen Blick gewann. Dann findet sich hier auch die Erstfassung des 2. Aktes seines einzigen abgeschlossenen Theaterstücks Babel und Bibel, um das er so schwer gerungen hat wie um kaum eines seiner Werke. Die Briefe über Kunst und weitere Aufsätze runden das Bild von Mays späten Jahren ab.

## In fernen Zonen
| Bd. 82 | 1999 | Biografische Schriften |  |

Dieser Band über Karl Mays Weltreisen enthält folgende Texte:
1. Karl Mays Reisen und ihre Wirklichkeit (Vorwort, von Hans Wollschläger)
2. Karl May und die Frühreisenlegenden (von Amira Sarkiss)
3. Karl Mays Orientreise 1899/1900 (von Ekkehard Bartsch und Hans Wollschläger, mit Mays Reisetagebuch)
4. Karl May in Amerika (von Dr. Dieter Sudhoff, mit Überlieferungen von Mays Vortrag Drei Menschheitsfragen)
5. Detektive (Nachwort, von Lothar Schmid).

Dem Buch lagen Mays Reisetagebücher, in die Heimat verschickte Briefe und Postkarten, Fotografien und durch die Reise unmittelbar inspirierte Textstellen zu Grunde.

## Am Marterpfahl
| Bd. 83 | 2001 | Biografische Schriften |  |

Dieser Band enthält keine belletristischen Texte, sondern folgende Verteidigungs- und Prozeßschriften:
1. Ein Schundverlag (Prozeßschrift, in der Karl May mit seinem ehemaligen Verleger Heinrich Gotthold Münchmeyer abrechnet)
2. Ein Schundverlag und seine Helfershelfer
3. An die 4. Strafkammer des Königl. Landgerichts III in Berlin (Streitschrift, die Gericht und Presse im Sinne Mays gegen Rudolf Lebius beeinflussen sollte)

## Der Bowie-Pater
| Bd. 84 | 2003 | Sammelband |  |

Enthält Erzählungen und Kurzgeschichten aus verschiedenen Schaffensperioden.
Die Titelgeschichte ist einem Kapitel des Romans Die Juweleninsel entnommen, das bei dessen Bearbeitung durch den KM-Verlag nicht in Band 46 übernommen wurde. Der Bowie-Pater ist ein berüchtigter Indianertöter.
1. Der Bowie-Pater
2. Der Oelprinz
3. Ein Dichter
4. Vom Tode erstanden
5. Jagd auf wilde Truthühner in Texas
6. Jemmys Bärenabenteuer
7. Häuptling Feuerwasser
8. Der erste Elk
9. Im Mistake-Canyon
10. Tui Fanua
11. Ein Abenteuer auf Ceylon
12. Ein Stücklein vom alten Dessauer
13. Der Amsenhändler
14. Im Seegerkasten
15. Die verhängnisvolle Neujahrsnacht

## Von Ehefrauen und Ehrenmännern
| Bd. 85 | 2004 | Biografische Schriften |

Diese Sammlung biografischer und polemischer Schriften aus den Jahren 1899 bis 1910 enthält folgende Texte:
1. Frau Pollmer, eine psychologische Studie (Rechenschaft über die Ehe mit Emma Pollmer und deren Scheitern)
2. Karl May und seine Gegner
3. An den Dresdner Anzeiger
4. Offener Brief an den Haupt-Redakteur der „Kölnischen Volkszeitung“ Herrn Dr. phil. Hermann Cardauns
5. Aus dem Lager der May-Gemeinde
6. Die „Rettung“ des Herrn Cardauns
7. Ist Cardauns rehabilitiert?
8. An die deutsche Presse!
9. Herr Rudolf Lebius, sein Syphilisblatt und sein Indianer
10. Die Schundliteratur und der Früchtehunger
11. Die Schund- und Giftliteratur und Karl May, ihr unerbittlicher Gegner (Streit mit dem Kolportageverleger Münchmeyer, verfasst von Franz Langer)
12. Aphorismen über Karl May
13. Zur Abwehr
14. Meine Beichte
15. Auch „Über den Wassern“
16. Lebius, der „Ehrenmann“
17. Zeugenaussage für Klara May

## Meine dankbaren Leser
| Bd. 86 | 2005 | Biografische Schriften |  |

Dieser Band enthält den Text Karl May als Erzieher und Die Wahrheit über Karl May oder Die Gegner Karl Mays in ihrem eigenen Lichte von einem dankbaren May-Leser. Außerdem findet sich hier ein Beitrag von Christoph F. Lorenz: Die Wahrheit über Karl May? oder Ein Autor sucht seine wahren Leser. Als Anhang gibt es eine große Auswahl von Briefen dankbarer Leser.
Die von May anonym veröffentlichte Broschüre enthielt 187 Verehrerzitate, empfehlende Worte deutscher Bischöfe und 27 Pressestimmen.

## Das Buch der Liebe
| Bd. 87 | 2006 | Frühwerk |  |

Das Buch der Liebe erschien im Jahr 1876 und kann als Karl Mays Erstlingswerk gelten. Es bestand aus drei Abteilungen:
1. ohne Titel (möglicherweise vollständig von Karl May)
2. Die Geschlechtskrankheiten des Menschen und ihre Heilung. Mit besonderer Berücksichtigung der Syphilis, ihrer Entstehung und Folgen (vermutlich von einem anderen Autor)
3. Die Liebe nach ihrer Geschichte. Darstellung des Einflusses der Liebe und ihrer Negationen auf die Entwicklung der menschlichen Gesellschaft (teilweise von Karl May)

Dieses Buch war im Königreich Preußen und in Österreich-Ungarn verboten.

## Deadly Dust
| Bd. 88 | 2008 | Winnetou-Trilogie |  |

Der Band enthält die beiden älteren Erzählungen, die Karl May im Jahre 1893 nach der erforderlichen Überarbeitung in den Band Winnetou III aufnahm.
Die Erzählung Deadly Dust (Tödlicher Staub) – erschienen im Jahr 1880 – handelt von der Jagd auf Verbrecher, die Goldsucher berauben und töten.
1. An der großen Westbahn
2. Die Stakemen
3. Unter den Comanchen
4. In Californien

In der Erzählung Im wilden Westen Nordamerikas – erschienen 1882/83 – wird erstmals Winnetous Tod geschildert. Im Zusammenhang damit taucht – auch zum ersten Mal – das Gedicht Ave Maria auf und markiert den Ursprung der Old-Shatterhand-Legende.
1. Die Railtroublers
2. Helldorf-Settlement
3. Am Hancock-Berg

## Im fernen Westen
| Bd. 89 | 2011 | Winnetou-Trilogie & Deutsche Herzen – Deutsche Helden |  |

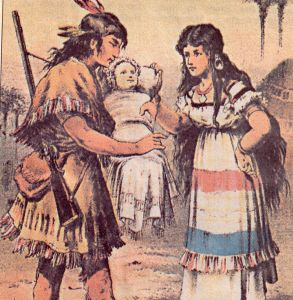
Winnetou und Ribanna; erste Winnetou-Darstellung aus dem Jahr 1879.

Dieser Band setzt mit der Titelerzählung Im fernen Westen die im vorherigen Band, Deadly Dust, begonnene Veröffentlichung jener Erzählungen fort, die May später überarbeitet in die Winnetou-Trilogie aufnahm. Dieser Text war die Grundlage für die zweite Hälfte von Winnetou II und gehört selbst zu den ältesten Buchveröffentlichungen Mays. Im fernen Westen (1879) ist eine Bearbeitung der Erzählung Old Firehand (1875) für die Jugend. Der wesentliche Unterschied besteht darin, dass Old Firehands Tochter Ellen, in die sich der Ich-Erzähler verliebt, durch einen Sohn namens Harry ausgetauscht und die Liebesbeziehung eliminiert wurde. Zu den Grundzügen des Inhalts (Beziehungen der Figuren, Brand eines Öltals, Eisenbahnüberfall, Überfall auf Old Firehands Festung) siehe hier.
Den zweiten Teil des Bandes bildet der Text Der Fürst der Bleichgesichter. Dies ist ein Ausschnitt aus dem Roman Deutsche Herzen – Deutsche Helden (1885–1888), der innerhalb der Gesammelten Werke stark bearbeitet bereits in Im Tal des Todes (Kapitel 1–6) erschienen war. Im Gegensatz zu der hier präsentierten Fassung wurden in Band 62 von Verlagsseite die Originalfiguren in jene aus den Reiseerzählungen bekannte Figuren (Winnetou, Old Firehand, Sam Hawkens u. a.) umgewandelt, der Hauptheld Oskar Steinbach eliminiert und weitere Textveränderungen vorgenommen.
Beide Texte werden mit Nachworten von Christoph F. Lorenz zur Werkgeschichte abgeschlossen.

## Verschwörung in Wien
| Bd. 90 | 2014 | Der Weg zum Glück, Der verlorne Sohn, Frühwerk |  |

  1. Verschwörung in Wien
  2. Aus dem Kelch des Schicksals
  3. Der Doppelgänger
  4. Die Laubtaler
  5. Im Wasserständer
  6. Das Dukatennest
  7. Zerrissen (Fragment)
  8. Der verlorene Sohn (Fragment)
  9. In den Eiern (Fragment)
10. Der Herrgottsengel (Fragment)
Die Titelerzählung Verschwörung in Wien ist das zehnte Kapitel (Herzenskrämpfe) des Kolportageromans Der Weg zum Glück und spielt zeitlich zwischen den Bänden Der Peitschenmüller/Der Silberbauer (abgesehen vom Ende) und Das Rätsel von Miramare. In Wien kommt es zur Wiederbegegnung zwischen dem einstigen Liebespaar Murenleni und Krikelanton, die beide mittlerweile gefeierte Sänger geworden sind, aber deren Lebenswandel sich gegensätzlich entwickelt hat. Zudem gibt es ein Wiedersehen mit Fex, der für die Anerkennung seiner adligen Abstammung prozessiert. Sowohl Fex als auch Leni werden Opfer eines Verbrechens, das Wurzelsepp zusammen mit einem neuen Helden, dem Grafen von Senftenberg, aufzuklären versucht. Das Ende leitet dann zur Mädchenhändler-Episode in Triest über. Die Übergänge zwischen den vorher im Rahmen der Gesammelten Werke veröffentlichten Episoden des Kolportageromans erfolgen nicht nahtlos, da die Wien-Episode laut eigenen Angaben von Verlagsseite kaum bearbeitet wurde: Beispielsweise stammt das glückliche Ende zwischen Murenleni und Krikelanton am Ende des Silberbauer-Bandes nicht von May, der vielmehr in der Wien-Episode deren endgültigen Bruch schildert, und der Übergang zur Triest-Episode leidet durch die verlagsseitige Streichung der Paula Kellermann in Das Rätsel von Miramare.
Die Texte Aus dem Kelch des Schicksals und Der Doppelgänger enthalten Episoden aus dem Kolportageroman Der verlorne Sohn (Kapitel Ein Magdalenenhändler bzw. Gottes Strafgericht), die von Franz Kandolf umgeschrieben wurden und in den 1930er Jahren in Zeitschriften erschienen waren. In Aus dem Kelch des Schicksals wird der Buchbinder Wilhelm Heilmann, der unschuldig im Zuchthaus gesessen hat, bereits am Tag seiner Entlassung eines neuen Verbrechens beschuldigt und in Untersuchungshaft genommen. Während May dessen weiteres Schicksal offen ließ, fügte Kandolf der Episode die Aufklärung des alten und des neuen Verbrechens hinzu. Der Hauptmann einer Schmugglerbande befindet sich in Der Doppelgänger auf der Flucht und stürzt einen Deutschamerikaner, der ihm ähnlich sieht, von einem Felsen, um dessen Identität anzunehmen. Beide Episoden sind in einer späteren Verlags-Bearbeitung – teilweise unter Rückgriff auf Kandolfs Fassungen – auch im Band 74 Der verlorene Sohn (Kapitel 1–3 bzw. 18–20) enthalten.
Bei Die Laubtaler, Im Wasserständer, Das Dukatennest und dem Fragment In den Eiern handelt es sich um Humoresken. Die erste und dritte Erzählung sind Überarbeitungen, die May an den früheren Fassungen Ausgeräuchert (Professor Vitzliputzli, 5. Erzählung) bzw. Im Seegerkasten (Der Bowie-Pater, 14. Erzählung) vornahm. Verlagsseitige Bearbeitungen der zweiten und dritten Erzählung liegen im Band Professor Vitzliputzli (Erzählung 7 bzw. 13) vor. Zu den Erzgebirgischen Dorfgeschichten gehören die beiden Fragmente Der verlorene Sohn und Der Herrgottsengel. Während das erste Fragment mit dem ähnlich lautenden Kolportageroman nichts zu tun hat, handelt es sich bei dem zweiten um den abweichenden Beginn der gleichnamigen Dorfgeschichte aus dem Band Der Waldschwarze. Ebenfalls zum Frühwerk gehört Zerrissen, eine Sammlung an Skizzen, die teilweise mit der Posse Die Pantoffelmühle in Zusammenhang stehen.
Der Sammelband wird durch Kommentare Christoph F. Lorenz zu den Entstehungsumständen und literarischen Hintergründen der Texte ergänzt.

## Briefwechsel mit Friedrich Ernst Fehsenfeld I
| Bd. 91 | 2007 | Briefwechsel |  |

Der Band enthält den Briefwechsel zwischen Karl May, Felix Krais und Friedrich Ernst Fehsenfeld in den Jahren von 1891 bis 1906.
Der Verleger Fehsenfeld war Mitbegründer des Karl-May-Verlags. Er trat 1891 an Karl May heran, nachdem er eine Erzählung von ihm gelesen hatte. Er empfahl ihm, die Erzählungen aus ihrer Zerstückelung in den Zeitschriften herauszuholen, sie in Bücher zu fassen und sie so der Jugend und dem ganzen deutschen Volke zu schenken.

## Briefwechsel mit Friedrich Ernst Fehsenfeld II
| Bd. 92 | 2008 | Briefwechsel |  |

Der Band enthält den Briefwechsel zwischen Karl May, Felix Krais und Friedrich Ernst Fehsenfeld in den Jahren von 1907 bis 1912.

## Briefwechsel mit Sascha Schneider
| Bd. 93 | 2009 | Briefwechsel |  |

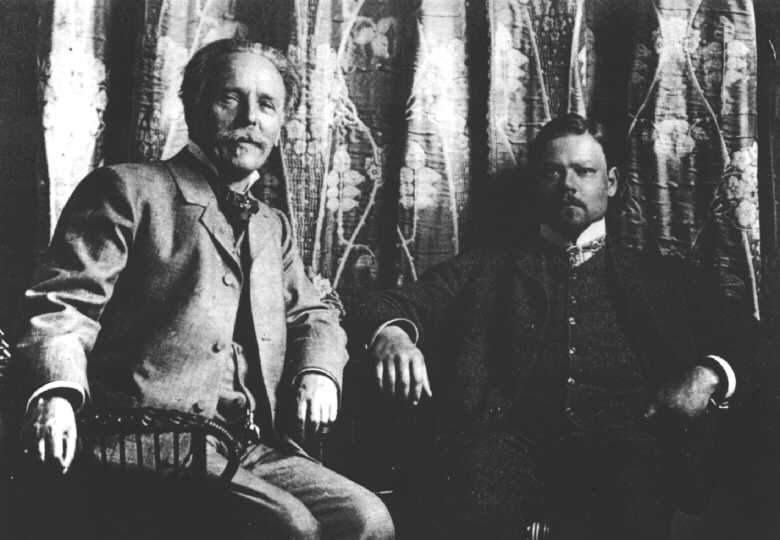
Sascha Schneider (r.) mit Karl May, 1904

In diesem Band stellt sich die Freundschaft zwischen Karl May und dem Künstler Sascha Schneider (1870–1927) dar. Die Briefe stammen aus dem Zeitraum 1903 bis 1910. Anschließend folgt der Briefwechsel mit Klara May nach Mays Tod bis 1927.
Der Anhang enthält das Vorwort von Johannes Werner und eine Besprechung von Paul Kühn zu Sascha Schneider – Titelzeichnungen zu den Werken Karl Mays aus dem Jahre 1905. Abbildungen der Titelzeichnungen und weiterer Schneider'scher Werke sind eingestreut.

## Briefwechsel mit Joseph Kürschner
| Bd. 94 | 2013 | Briefwechsel |  |

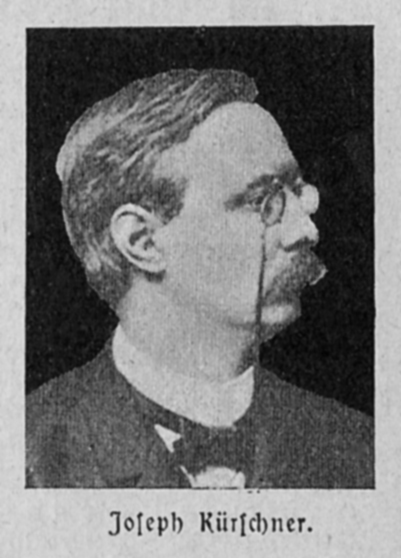
Joseph Kürschner

Die chronologisch angeordneten Briefe dieses Bandes lassen sich drei Gruppen zuordnen:
- Briefwechsel mit dem Herausgeber Joseph Kürschner von 1882 bis 1897 bezüglich Mays Mitarbeit an den Blättern Vom Fels zum Meer und Illustrirte Welt sowie an anderen Projekten (dazu im Anhang Kürschners Aufruf: An Deutschlands Schriftstellerwelt, 1884)

- Briefwechsel mit dem Verleger Wilhelm Spemann, dessen Bruder Adolf Spemann sowie diversen Direktoren der Union Deutsche Verlagsgesellschaft von 1886 bis 1907 bezüglich Mays Mitarbeit an der Knabenzeitschrift Der Gute Kamerad, die noch von Kürschner initiiert worden war, bzw. der daraus resultierten Buchausgabe seiner Jugenderzählungen (dazu im Anhang die Verlagsverträge von 1888)

- Briefwechsel zwischen Kürschner, dem Verleger Hermann Zieger und Hugo Fritzsche aus dem Jahr 1901 über den Sammelband China. Schilderungen aus Leben und Geschichte, Krieg und Sieg (1901), über Mays Reiseerzählung Et in terra pax, die den Großteil der belletristischen Abteilung des China-Buches ausmacht, und über die von Ferdinand Lindner für Mays Erzählung geschaffenen Illustrationen (dazu im Anhang Mays Gleichnis für Zieger, der Prospekt für China und Kürschners Vorwort der Buchausgabe, jeweils 1901)

Der Briefband wird mit einem umfassenden Vorwort von Hartmut Vollmer eingeleitet. Der Anhang enthält zudem Nachruf und Erinnerung anlässlich Kürschners Tod 1902.

## Briefwechsel mit seinen „Kindern“ I
| Bd. 95 | 2020 | Briefwechsel |  |

Unter den vielen Verehrenden Karl Mays gab es fünf Jugendliche bzw. junge Erwachsene, zu denen ein besonders enges Verhältnis bestand. Sie durften May und dessen jeweilige Gattin duzen und als Onkel und Tante anreden. Von seiner zweiten Ehefrau Klara wurden sie als seine „Kinder“ bezeichnet:
- Marie „Mariechen“ Hannes (1881–1953), Briefe ab 1896

Wegen gesundheitlicher Probleme hielt sich Marie Hannes längere Zeit in Kur- und Heilanstalten auf. Nach ihrer Genesung bestand sie die Reifeprüfung und studierte Philologie in Leipzig und München. Nach Mays Tod wurde sie promoviert und arbeitete u. a. als Privatlehrerin.
- Ferdinand Hannes (1879–1968), Briefe ab 1898

Ferdinand Hannes studierte Medizin an verschiedenen Universitäten, wurde Schiffsarzt, schloss eine Ausbildung zum Homöopathen ab und ließ sich schließlich in Swinemünde nieder, wo er eine Familie gründete.
- Wilhelm „Willy“ Einsle (1887–1961), Briefe ab 1902

Nachdem der Gymnasiast seine Reifeprüfung abgeschlossen hatte, studierte er Medizin in München und verlobte sich mit seiner Jugendfreundin. Willy Einsle war besonders von Mays Spätwerk begeistert. Nach Mays Tod erfolgten Promotion und Heirat; später wurde er Leiter einer Heil- und Pflegeanstalt.
- Marie Luise „Lu“ Fritsch (1890–1959), Briefe ab 1903

Fritsch besuchte die Höhere Töchterschule, nach deren Abschluss Auslandsaufenthalte in England und Brüssel und eine Ausbildung zur Bibliothekarin in Stettin folgten. Anschließend arbeitete sie in Berlin u. a. für den Ullstein Verlag. Sie trennte sich von ihrem Verlobten und begann eine Beziehung mit Adolf Droop. Nach Mays Tod heiratete sie Droop, wurde eine der wichtigsten Drehbuchautorinnen der Stummfilmzeit und war Mitbegründerin der Ustad-Film, die die ersten drei Karl-May-Verfilmungen realisierte.
- Adolf Droop (1882–1938), Briefe ab 1909

Der promovierte Lehrer trat an May heran, nachdem er sein Buch Karl May. Eine Analyse seiner Reiseerzählungen (1909), die erste bedeutende wissenschaftliche Arbeit über Mays Werk, veröffentlicht hatte. Seine Ehe steckte bereits in der Krise, als er sich in Fritsch verliebte. Nach Mays Tod gelang ihm die Scheidung, wodurch er Fritsch heiraten konnte. Er war Mitbegründer der Ustad-Film, nach deren Konkurs er wieder als Lehrer arbeitete.
Weitere häufige Briefpartnerinnen sind:
- Wilhelmine „Minna“ Hannes (1844–1921), deren Briefwechsel ab 1898 fast ausschließlich im Kontext ihrer Kinder Marie und Ferdinand stand
- Adelheid „Adele“ Einsle (1864–1936), deren Briefwechsel ab 1902 ging dem ihres Sohnes Willy voraus und wurde auch unabhängig von diesem geführt
- Klara Plöhn, spätere May, führte ab 1902 hauptsächlich die Korrespondenzen mit den „Kindern“

In diesem Band sind die Briefwechsel der Jahre 1896 bis 1909 enthalten, die von Marie Hannes dominiert werden. Antwortschreiben an sie sind wenige erhalten. Als May nach der Jahrhundertwende in der Presse angegriffen wurde, wollte sich Marie Hannes in ihrer kindlich-naiven Art für ihn einsetzen. May sah darin eine Gefahr für sie beide, so dass er sich 1903 seine Briefe zurück beschaffte, diese vernichtete und es zum mehrjährigen Bruch kam. Erst ab 1906 erfolgte die Annäherung, wobei Marie Hannes in ihrer Überschwänglichkeit May immer wieder erzürnte. Die Briefe von Klara May an Marie Hannes ab 1903 gingen, ebenso wie jene an Fritsch, im Zweiten Weltkrieg verloren. Von May selbst sind vor allem jene Briefe an Einsles erhalten. Diese zeigen, wie er regen Anteil an Willy Einsles geistiger und seelischer Entwicklung nahm. Fritsch wurde Mays Vorbild für Merhameh, einer Figur aus Der Mir von Dschinnistan (1907–1909) und der Novelle Merhameh (1909). Abgesehen von den Geschwistern Hannes stehen die Briefwechsel der „Kinder“ dieses Bandes kaum miteinander in Beziehung.
Der Band wird mit einem umfangreichen Vorwort von Hartmut Vollmer eröffnet, das in den Briefwechsel und die Korrespondenzpartner einführt, und enthält im Anhang folgende Texte der „Kinder“:
- Karl May (1900) von Willy Einsle
- Friede auf Erden! (1904) von Marie Hannes
- Sitara, das Land der Menschheitsseele (1909) von Willy Einsle

## Briefwechsel mit seinen „Kindern“ II
| Bd. 96 | 2020 | Briefwechsel |  |

Enthalten sind die Briefwechsel der Jahre 1910 bis 1912, die von Fritsch dominiert werden. Zum einen behandeln sie ihre Spionagetätigkeit gegen den Show-Indianer John Ojijatheka Brant-Sero, der für Mays Gegner Rudolf Lebius arbeitete (dazu auch ihre Berichte im Anhang). Zum anderen behandeln sie die so genannte Lu-Fritsch-Affäre um ihre Artikelserie in der Stettiner Gerichtszeitung, die Lebius zur Klageerhebung veranlassten. Die „Kinder“ vernetzten sich in jenen Jahren, um gemeinsam für May einzutreten. Nach seinem Tod stand die Frage im Raum, wie sein Andenken in der Öffentlichkeit gewahrt werden sollte. Da die Witwe nicht an Mays Nimbus rühren und vor allem seine kriminelle Vergangenheit verschleiert wissen wollte, kam es zu Spannungen bzw. zum Bruch mit den „Kindern“.
Der Anhang enthält neben einer Zeittafel, die den Werdegang der „Kinder“ von Geburt bis Tod aufzeigt, folgende Texte:
- Karl May ein Verbrecher? (1910) von Adolf Droop
- Kara ben Nemsi (1910) von Adolf Droop
- Ein Vollblutindianer und seine Kriegspfade (1910) von Lu Fritsch
- Die Verbrechererinnerungen Karl Mays (1910) von Lu Fritsch
- Besuchsbericht Bruno Völcker (1910) von Lu Fritsch
- Carl May, the Apache-chief? (1910) von John Ojijatheka Brant-Sero
- Karl Mays Beisetzung (1912) von Marie Hannes
- Gedichte von Lu Fritsch aus dem Jahr 1903 als Nachtrag zum ersten Band

## Sonderbände
Die Reihe der Gesammelten Werke (und Briefe) wird seit 1997 von Sonderbänden ergänzt. Ihr Erscheinungsbild entspricht jenem der grünen Bände, kann aber in Farbe (grau statt grün) und Größe (Großbände) abweichen. Seit 2015 erscheinen die Bände zumeist als laminierter Pappband, während die Leinenausstattung als teurere Sonderausgabe angeboten wird. Die bisher erschienenen Bände können grob folgenden Kategorien zugeordnet werden:
| Kategorie                              | Titel                                             | Autor:innen bzw. Herausgeber:innen                             | Jahr        | Anmerkungen |
| -------------------------------------- | ------------------------------------------------- | -------------------------------------------------------------- | ----------- | --- |
| Biographien & Chroniken                | Winnetous Blutsbruder                             | Christian Heermann                                             | 2002, 22012 | |
| Biographien & Chroniken                | Karl-May-Chronik                                  | Dieter Sudhoff, Hans-Dieter Steinmetz                          | 2005/06     | 5 Bde. + Begleitbuch |
| Biographien & Chroniken                | Karl May und seine Zeit                           | Gerhard Klußmeier, Hainer Plaul                                | 2007        | Bilder, Dokumente, Texte. Eine Bildbiografie                                                                                       |
| Biographien & Chroniken                | 365 Tage Karl May                                 | Hans-Dieter Steinmetz                                          | 2011        | |
| Aspekte zu Leben und Werk              | Karl May und die Musik                            | Hartmut Kühne, Christoph F. Lorenz                             | 1999        | Mit CD |
| Aspekte zu Leben und Werk              | Karl May auf sächsischen Pfaden                   | Christian Heermann                                             | 1999        | Enthält Die Rose von Ernstthal als Faksimile                                                                                       |
| Aspekte zu Leben und Werk              | Zwischen Himmel und Hölle                         | Dieter Sudhoff (1. Aufl.), Christoph F. Lorenz (2. Aufl.)      | 2003, 22013 | Karl May und die Religion; 2. Aufl. um mehrere Beiträge erweitert, aber zuvor unveröffentlichter May-Text wieder entfernt          |
| Aspekte zu Leben und Werk              | Im Reiche des roten Adlers                        | Anton Haider                                                   | 2006, 22016 | Karl May und Tirol |
| Aspekte zu Leben und Werk              | Old Shatterhand vor Gericht                       | Jürgen Seul                                                    | 2009        | Die 100 Prozesse des Schriftstellers Karl May                                                                                      |
| Aspekte zu Leben und Werk              | Nscho-tschi und ihre Schwestern                   | Katharina Maier                                                | 2012        | Frauengestalten im Werk Karl Mays                                                                                                  |
| Aspekte zu Leben und Werk              | Karl Mays Friedenswege                            | Holger Kuße                                                    | 2013        | Sein Werk zwischen Völkerstereotyp und Pazifismus                                                                                  |
| Aspekte zu Leben und Werk              | Auch im Osten der Wilde Westen                    | Eckehard Koch, Holger Kuße                                     | 2017        | Karl May und die russische Ausdehnung in Asien                                                                                     |
| Aspekte zu Leben und Werk              | Die Winnetou-Trilogie                             | Helmut Schmiedt                                                | 2018        | Über Karl Mays berühmtesten Roman                                                                                                  |
| Aspekte zu Leben und Werk              | Moderne Helden                                    | Katharina Maier                                                | 2018        | Welten retten mit Old Shatterhand, Superman, Gandalf, Mr. Spock und Sherlock Holmes                                                |
| Aspekte zu Leben und Werk              | Prinzessin Wiltrud von Bayern, Herzogin von Urach | Ulrich Scheinhammer-Schmid                                     | 2022        | Der Briefwechsel mit Karl und Klara May                                                                                            |
| Aspekte zu Leben und Werk              | Karl May und München                              | Wieland Schnürch                                               | 2022        | Der Schriftsteller und seine Spuren zwischen Isar und Bavaria                                                                      |
| Aspekte zu Leben und Werk              | Dr. med. Karl May                                 | Johannes Zeilinger                                             | 2022        | Medizinisches im Leben und Werk Karl Mays                                                                                          |
| Orte in Leben und Werk                 | Karl-May-Atlas                                    | Hans-Henning Gerlach                                           | 1997        | |
| Orte in Leben und Werk                 | Auf Winnetous Spuren                              | Thomas Jeier                                                   | 2000        | |
| Orte in Leben und Werk                 | Auf Karl Mays Fährte                              | Reinhard F. Gusky, Willi Olbrich, Roderich Haug, Falk Klinnert | 2001        | |
| Orte in Leben und Werk                 | Mit Kara Ben Nemsi durch den Orient               | Karlheinz Eckardt                                              | 2004        | |
| Buchausgaben & Illustrationen          | Karl-May-Bibliografie 1913–1945                   | Wolfgang Hermesmeier, Stefan Schmatz                           | 2000        | |
| Buchausgaben & Illustrationen          | Der geschliffene Diamant                          | Lothar Schmid, Bernhard Schmid                                 | 2003        | Die Gesammelten Werke Karl Mays |
| Buchausgaben & Illustrationen          | Traumwelten – Bilder zum Werk Karl Mays           | Wolfgang Hermesmeier, Stefan Schmatz                           | 2004–2010   | Illustratoren und ihre Arbeiten bis 1912 / 1913–1930 / seit 1931; 3 Bde.; Band III ohne Hermesmeier                                |
| Buchausgaben & Illustrationen          | Carl Lindeberg                                    | Stefan Schmatz, Friedhelm Spürkel                              | 2012        | Ein Illustrator für Karl May |
| May-Texte in thematischen Sammelbänden | Mein Hengst Rih                                   | Carl-Heinz Dömken                                              | 1997        | Rih-Episoden |
| May-Texte in thematischen Sammelbänden | Durchs wilde Lukullistan                          | Uwe Neßler, Heinz Mees                                         | 2005        | Thema: Essen & Trinken |
| May-Texte in thematischen Sammelbänden | An der Quelle des Löwen                           | Karlheinz Eckardt                                              | 2007        | Thema: Jagd |
| May-Texte in thematischen Sammelbänden | Erkämpftes Glück                                  | Heinz Mees, Uwe Neßler                                         | 2008        | Thema: Liebe |
| May-Texte in thematischen Sammelbänden | Der Riesenochsenfrosch                            | Karlheinz Eckardt                                              | 2009        | Thema: Humor |
| May-Texte in thematischen Sammelbänden | Auf Tod oder Leben                                | Heinz Mees, Uwe Neßler                                         | 2010        | Thema: Kampf |
| May-Texte in thematischen Sammelbänden | Unter Volldampf                                   | Siegfried Augustin, Wilhelm Brauneder                          | 2010        | Thema: Eisenbahn |
| May-Texte in thematischen Sammelbänden | Ein Lesebuch                                      | Bernhard Schmid                                                | 2012        | Best of |
| May-Texte in thematischen Sammelbänden | Chronik eines Weltläufers                         | Hans Imgram                                                    | 2015, 22018 | Chronologie der Reiseerzählungen                                                                                                   |
| Film, Bühne und andere Adaptionen      | Karl-May-Filmbuch                                 | Michael Petzel                                                 | 1998, 21999 | |
| Film, Bühne und andere Adaptionen      | Karl-May-Stars                                    | Michael Petzel                                                 | 2002        | |
| Film, Bühne und andere Adaptionen      | Ich war Winnetous Schwester                       | Marie Versini                                                  | 2003        | |
| Film, Bühne und andere Adaptionen      | Karl-May-Filmbildgeschichten                      | Michael Petzel                                                 | 2015        | |
| Film, Bühne und andere Adaptionen      | Figurenwelten nach Karl May                       | Malte Ristau, Wolfgang Willmann                                | 2015        | Spiel- und Sammelfiguren aus Zinn, Masse und Kunststoff                                                                            |
| Film, Bühne und andere Adaptionen      | Karl-May-Filmfotoromane                           | Michael Petzel                                                 | 2017        | |
| Film, Bühne und andere Adaptionen      | Karl May auf der Bühne                            | Nicolas Finke, Reinhard Marheinecke                            | 2021–25     | 4 Bde. |
| Vorgeschichten & Fortsetzungen         | Fürst und Junker                                  | Friedrich Axmann                                               | 2001        | 3 Bde.; von May selbst redigiert und mit Der beiden Quitzows letzte Fahrten fortgesetzt                                            |
| Vorgeschichten & Fortsetzungen         | Die Schatten des Schah-in-Schah                   | Heinz Grill                                                    | 2006        | Alternative Fortsetzung zu Im Reiche des silbernen Löwen I–II                                                                      |
| Vorgeschichten & Fortsetzungen         | Hadschi Halef Omar                                | Jörg Kastner                                                   | 2010        | Vorgeschichte zum Orientzyklus; überarbeitete und erweiterte Fassung von Die Oase des Scheitans (2000)                             |
| Vorgeschichten & Fortsetzungen         | Die Verschwörung der Schatten                     | Otto Eicke                                                     | 2015        | Alternative Fortsetzung zu Im Reiche des silbernen Löwen I–II                                                                      |
| Vorgeschichten & Fortsetzungen         | Die Söhne des Scheiks                             | Franz Kandolf                                                  | 2017        | Anknüpfung an den Orientzyklus |
| Vorgeschichten & Fortsetzungen         | Skorpion und Klapperschlange                      | Reinhard Marheinecke                                           | 2019        | |
| Vorgeschichten & Fortsetzungen         | Die Tramps vom Kansas River                       | Reinhard Marheinecke                                           | 2020        | |
| Vorgeschichten & Fortsetzungen         | Weißer Vater                                      | Wolfgang Berger                                                | 2021        | Vorgeschichte zu Klekih-petra |
| Vorgeschichten & Fortsetzungen         | Gewehre für die Utahs                             | Reinhard Marheinecke                                           | 2022        | |
| Vorgeschichten & Fortsetzungen         | Rückkehr zun Silbersee                            | Wolfgang Berger                                                | 2023        | |
| Vorgeschichten & Fortsetzungen         | Tochter der Wüste                                 | Thomas Le Blanc                                                | 2023        | und weitere neue arabische Abenteuer mit Kara Ben Nemsi und Hadschi Halef Omar                                                     |
| Vorgeschichten & Fortsetzungen         | Die Stadt der Diebe                               | Thomas Le Blanc                                                | 2024        | und weitere neue orientalische Abenteuer mit Kara Ben Nemsi und Hadschi Halef Omar                                                 |
| Sonstiges                              | Vinnetu Tomus Tertius                             | Johannes Linnarz (Übersetzer)                                  | 1998        | Winnetou III auf Latein |
| Sonstiges                              | Die blaue Schlange                                | Dieter Sudhoff                                                 | 2004        | Karl-May-Geschichten |
| Sonstiges                              | Winnetous rote Brüder                             | René Oth                                                       | 2013        | Klassische Indianergeschichten aus der Feder von Karl May [Auszug aus Der Schatz im Silbersee], seinen Vorläufern und Zeitgenossen |
| Sonstiges                              | Karl May in Hohenstein-Ernstthal 1921–1942        | Hans-Dieter Steinmetz                                          | 2015        | Ein Beitrag zur Wirkungsgeschichte anhand des Briefwechsels zwischen Hans Zesewitz und Euchar A. Schmid                            |
| Sonstiges                              | Der Winnetou kannte                               | Timm Stütz                                                     | 2019        | Herrscher über die Indianersprachen: Adalbert Stütz                                                                                |

Die folgenden Sonderbände enthalten May-Texte, die nicht bereits in der Hauptreihe erschienen sind:

### Karl May und die Musik
| 1999 | Ernste Klänge & Nachlass |  |

Dieser Band widmet sich Mays musikalischem Werk ebenso wie der Bedeutung der Musik in Mays Leben und in der Rezeption. Dem Buch liegt eine CD mit Einspielungen ausgewählter Kompositionen sowie Beiträgen aus der Rezeption bei.

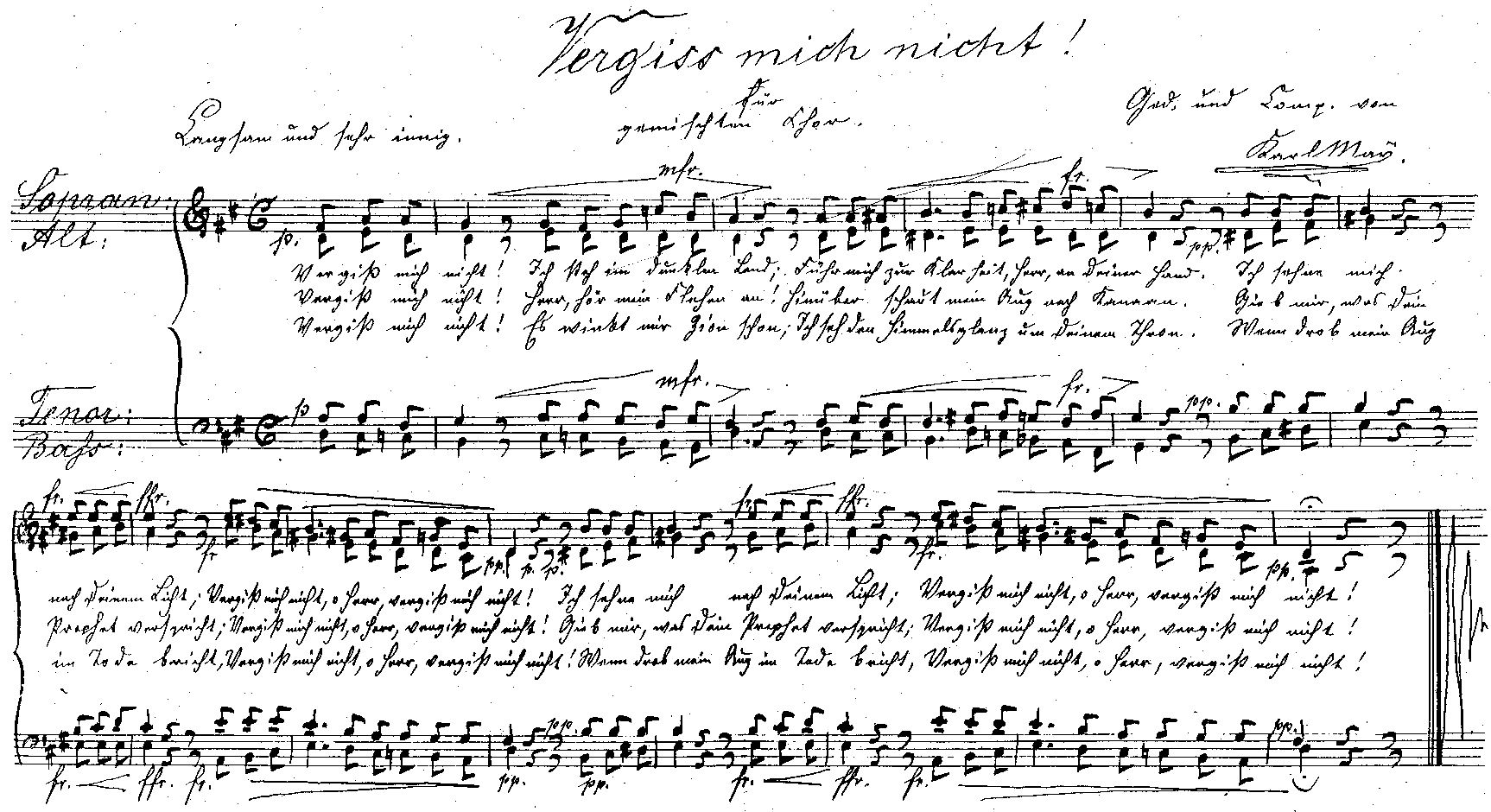
Manuskript von Vergiß mich nicht

- Kompositionen (mit Einführung und Kommentierung von Hartmut Kühne):

1. An die Sterne
2. Ave Maria der Gondolieri am Traghetto della Salute
3. Nottourne
4. Wanderlied (auf beiligender CD enthalten)
5. Serenade
6. Warnung
7. Ständchen
8. Weihnachts-Cantate
9. Oster-Cantate (Partitur des Chorals)
10. Vaterunser (ohne Partitur)
11. Ständchen aus „Die Pantoffelmühle“ (auf beiligender CD enthalten)
12. Ave Maria, 1. Fassung für Männerchor in Es-Dur
13. Vergiß mich nicht (auf beiligender CD enthalten)
14. Ave Maria, 2. Fassung für gemischten Chor in B-Dur (auf beiligender CD enthalten)
15. Nun gehst du hin in Frieden (auf beiligender CD enthalten)
16. Ich fragte zu den Sternen (ohne Partitur)
17. Eingangschor aus „Die Pantoffelmühle“ (auf beiligender CD enthalten)
18. Aennchens Lied aus „Die Pantoffelmühle“
19. Der Jesuit aus „Die Pantoffelmühle“
20. Blind und doch sehend (auf beiligender CD enthalten)

- „Die Pantoffelmühle“. Posse mit Gesang und Tanz in acht Bildern (mit Einführung von Christoph F. Lorenz)

Weitere Beiträge:
- Karl Mays musikalisches Leben und Streben (von Hartmut Kühne)
- Die Barden des Hakawati – Musik um, für und an Karl May (von Christoph F. Lorenz)
- Kleine Archäologie der Karl-May-Musiken (von Michael Petzel)

### Im Reiche des roten Adlers
| 2006 | Briefwechsel | Untertitel: Karl May und Tirol |

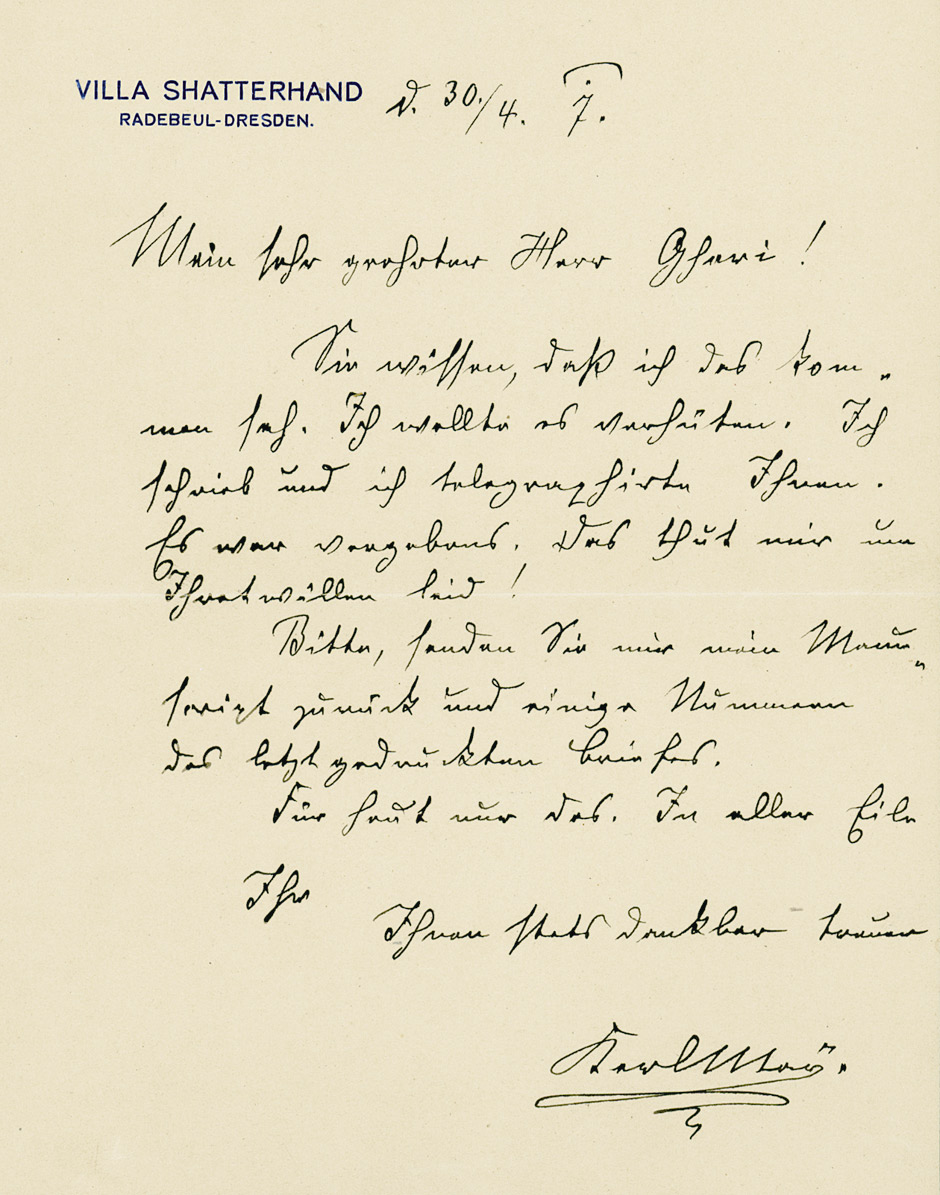
Ein Brief Karl Mays an Leopold Gheri

Dieser von Anton Haider herausgegebene Band dokumentiert Mays Beziehungen zu Tirol und enthält
- Briefwechsel mit Gräfin Anna Jankovics von 1894 bis 1907: eine freundschaftliche Beziehung mit einer Leserin
- Briefwechsel mit Marie und Henriette Schrott von 1902 bis 1913 u. a. bezüglich der Trennung von Mays erster Ehefrau Emma, die im Hotel Penegal der Familie Schrott vollzogen wurde, und den Nachwehen der Scheidung (mit Briefen an und von Klara May)
- Briefwechsel mit dem Redakteur Leopold Gheri von 1902 bis 1911, der sich während der Presseangriffe für May einsetzte und in Der Kunstfreund Mays Briefe über Kunst (1906/07) veröffentlichte (mit Briefen an und von Klara May)

Die Beziehungen zu den Briefpartnern, diese selbst und das Ehedrama auf der Mendel werden ausführlich beleuchtet. Überdies enthält der Band Gheris (Verteidigungs-)Schriften über May, einen Briefwechsel (1928–1937), in dem Gheri über seine Erinnerungen an May berichtet, sowie Beispiele aus dessen eigenem dichterischen Schaffen.
Die zweite Auflage (2016) wurde von Hans-Dieter Steinmetz und Dieter Sudhoff durchgesehen und korrigiert.

### Prinzessin Wiltrud von Bayern, Herzogin von Urach
| 2022 | Briefwechsel | Untertitel: Der Briefwechsel mit Karl und Klara May |

Dieser von Ulrich Scheinhammer-Schmid herausgegebene Band enthält den Briefwechsel zwischen Karl May und Wiltrud Marie Alix von Bayern (1884–1975), Enkelin des Prinzregenten Luitpold von Bayern von 1897 bis 1912, der teilweise über die Erzieherin Bertha von Wulffen und Mays zweiter Frau Klara verlief und an dem auch die jüngere Schwester Helmtrud von Bayern im Hintergrund beteiligt war. Der Briefwechsel beginnt mit Fragen zu den Figuren aus Mays Romanen und dem Realitätsgehalt. Als May nach seiner Orientreise (1899/1900) an seinem Spätwerk arbeitet und seine vorherigen Werke in diesem Sinne neu interpretiert, versucht er ab 1902 erfolgreich auch von Bayern zu dieser Sichtweise auf seine Werke zu erziehen. Von Bayern versucht ihrerseits, zwischen idealisiertem und Realgehalt zu unterscheiden. Nach Mays Tod hält Klara May den Briefwechsel mit längeren Unterbrechungen bis 1939 aufrecht, wobei es zumeist um die Zusendung von neuherausgegebenen Werken Mays oder mit ihm in Zusammenhang stehenden Veröffentlichungen geht.
Der Band informiert über Leben und Wirken der Prinzessin von Bayern und späteren Herzogin von Urach. Er enthält neben zahlreichen Tagebucheinträgen wie beispielsweise zu ihren persönlichen Begegnungen mit May 1898 und 1909 auch ihre Veröffentlichungen als Reiseschriftstellerin und Lyrikerin.
Die Deckelbildgestaltung orientiert sich an den letzten Briefbänden der Hauptreihe (ab Bd. 93), wobei die Größenverhältnisse von May und der Briefpartnerin invertiert sind.